# Phaidon

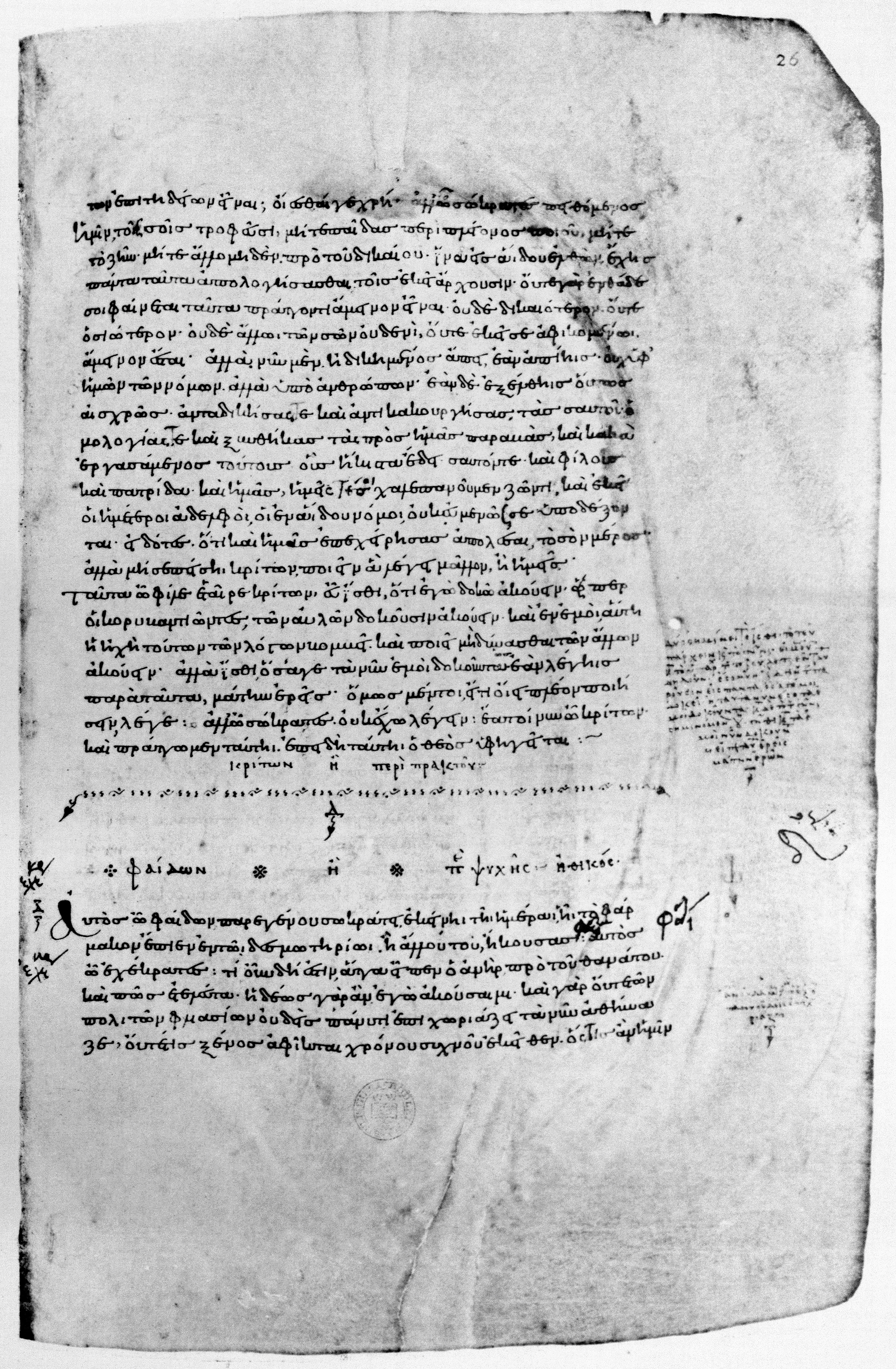
Der Anfang des Phaidon in der ältesten erhaltenen mittelalterlichen Handschrift, dem 895 geschriebenen Codex Clarkianus (Oxford, Bodleian Library, Clarke 39)

Der Phaidon (altgriechisch Φαίδων Phaídōn, latinisiert Phaedo) ist ein in Dialogform verfasstes Werk des griechischen Philosophen Platon. Wiedergegeben wird ein literarisch gestaltetes Gespräch, das in eine Rahmenhandlung eingebettet ist. Der Philosoph Phaidon von Elis, nach dem der Dialog benannt ist, tritt in der Rahmenhandlung als Erzähler auf. Er ist wie Platon ein Schüler des Sokrates. Dieser ist vor kurzem in Athen wegen Asebie (Religionsfrevel) und Verführung der Jugend zum Tode verurteilt und hingerichtet worden. Phaidon schildert als Augenzeuge einer Gruppe von Zuhörern die Ereignisse des Todestags, den der Verurteilte im Gefängnis im Kreis von Freunden verbrachte. Den Hauptteil seiner Darstellung bildet die vollständige Wiedergabe einer philosophischen Diskussion, die Sokrates führte. Anschließend berichtet Phaidon von den letzten Handlungen und Äußerungen des zum Tode Verurteilten.
Die Gesprächspartner des Sokrates sind neben Phaidon zwei weitere seiner Schüler, Kebes und Simmias von Theben. Das Hauptthema ist die Seele: Es geht um ihre Beschaffenheit, ihr Verhältnis zum Körper, den sie beseelt, und ihr mutmaßliches Schicksal nach dem Tod. Sokrates versucht die Unsterblichkeit der Seele plausibel zu machen. Zu diesem Zweck trägt er mehrere Argumente vor, die seine These stützen sollen. Er betrachtet die individuelle Seele als unzerstörbar und sieht in ihr den Träger der Kenntnisse, Fähigkeiten und Erinnerungen des Menschen. Nach seinem Verständnis bewohnt, beherrscht und bewegt die Seele den Körper, sie verleiht ihm durch ihre Anwesenheit das Leben. Beim Tod trennt sie sich von ihm, was seinen Zerfall zur Folge hat. Im Verlauf der Seelenwanderung verbindet sie sich nacheinander mit verschiedenen Körpern. Demnach besteht kein Grund zur Todesfurcht, denn der Tod bedeutet nur Zerstörung des jeweiligen Körpers, die Person aber ist die Seele, die immer intakt erhalten bleibt. Sokrates verteidigt dieses anthropologische Modell gegen Einwände von Simmias und Kebes. Insbesondere wendet er sich gegen ein Alternativmodell, dem zufolge „Seele“ nur eine Bezeichnung für die Harmonie der materiellen Elemente des Körpers ist. Wenn man die Seele als Harmonie auffasst, muss man annehmen, dass sie vernichtet wird, wenn der Körper stirbt und infolgedessen seine Struktur zerfällt.
Nach Sokrates’ Überzeugung hängt das Schicksal der Seele nach dem Tod von ihrem Verhalten während des Lebens ab; optimal ist eine philosophische Lebensführung, wie er selbst sie praktiziert hat. Diese Sichtweise verhilft ihm zu einer gelassenen Haltung und einem heiteren, unbeschwerten Sterben, während die anderen tief betrübt sind und weinen.
Die direkte und indirekte Nachwirkung des Dialogs in der europäischen Kulturgeschichte war von der Antike bis zur Moderne sehr groß. Er wurde oft zitiert und in vielen Erörterungen über eine mögliche individuelle Fortexistenz nach dem Tod herangezogen. Einerseits bietet er eine philosophische Untersuchung von Grundfragen der menschlichen Existenz, andererseits gehört er auch zur klassischen Trostliteratur. Seit dem Beginn seiner Verbreitung spricht er Leser an, die sich mit dem Tod, der Todesfurcht und der Unsterblichkeitsfrage auseinandersetzen wollen. Außerdem hat er zusammen mit den Dialogen Apologie und Kriton das Bild der Nachwelt von der Persönlichkeit des Sokrates nachhaltig geprägt. In Platons Darstellung erscheint Sokrates als vorbildlicher Mensch, der sein Ideal der philosophischen Lebensführung bis zum Tod konsequent und unbeirrt verwirklicht hat.

## Ort, Zeit und Umstände

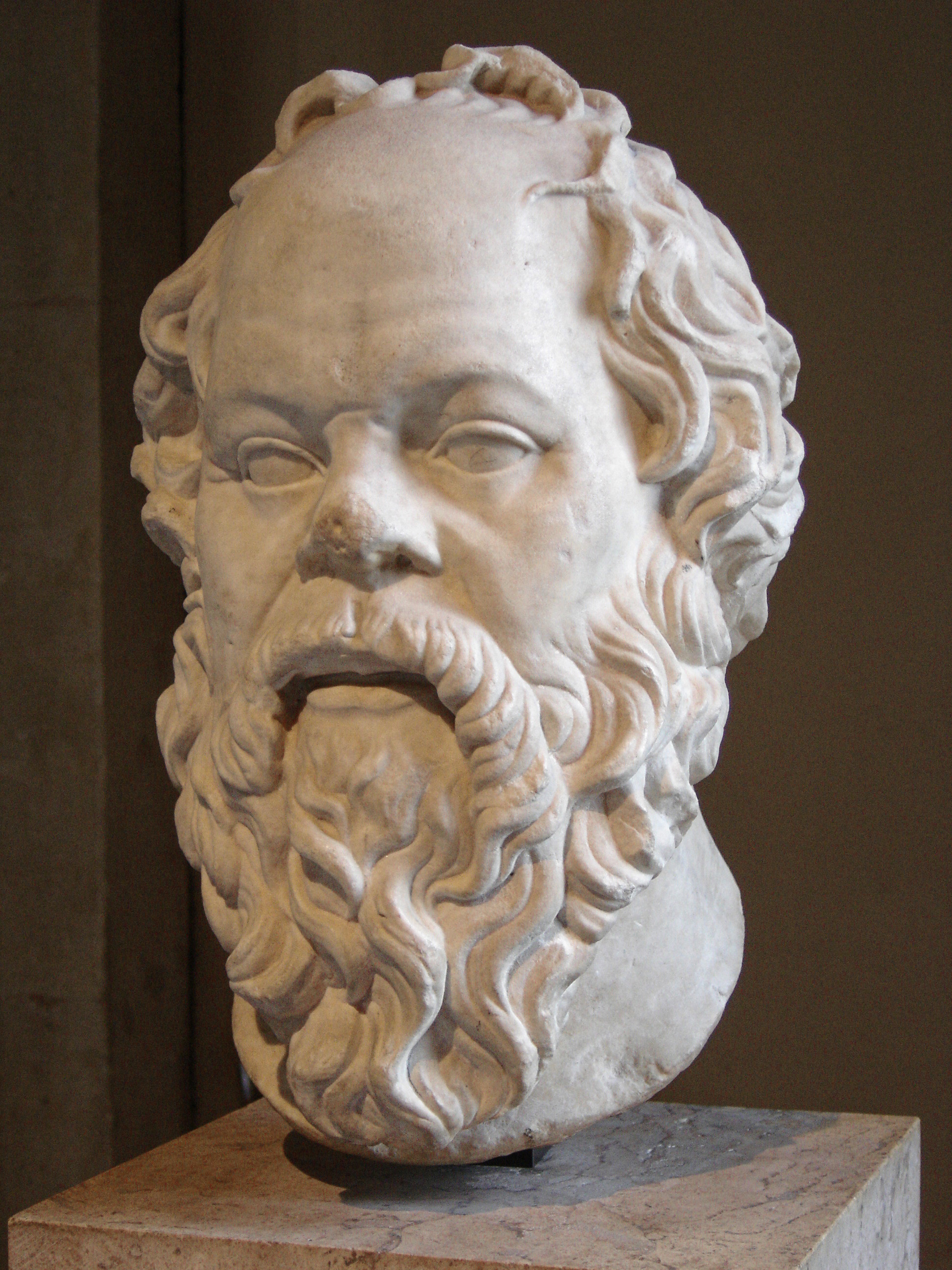
Büste des Sokrates (1. Jahrhundert, Louvre, Paris)

Die Rahmenhandlung spielt sich in der Stadt Phleius im Nordosten der Halbinsel Peloponnes ab. Die Hinrichtung des Sokrates liegt anscheinend einige Monate zurück. In Athen, wo Sokrates lebte und starb, gehörte Phaidon zu seinem Schülerkreis. Nach dem Tod seines Lehrers hat er keinen Grund mehr in Athen zu bleiben. Offenbar kehrt er nun in seine Heimatstadt Elis im Nordwesten der Peloponnes zurück. In Phleius, das auf seinem Weg liegt, macht er Halt. Dort besucht er eine Gruppe von Pythagoreern, die am Schicksal des Sokrates Anteil nehmen und deren Wortführer Echekrates ist. Man hat in Phleius schon von dem Prozess und der Hinrichtung gehört, doch weiß man nichts Näheres. Die Gruppe ist begierig, Einzelheiten zu erfahren. Phaidon geht gern auf diesen Wunsch ein.
Das Todesurteil wurde im Frühjahr 399 v. Chr. vollstreckt. Da bis zur Rahmenhandlung einige Zeit verstrichen ist, hat man Phaidons Aufenthalt in Phleius wohl in die zweite Hälfte von Sokrates’ Todesjahr zu setzen. Die Ereignisse, deren Ablauf Phaidon detailliert schildert, fanden in Anwesenheit einer Gruppe von Freunden des Verurteilten im Gefängnis von Athen statt. Dort war Sokrates seit seinem Prozess in Haft. Der Ort des Gefängnisses kann nicht sicher bestimmt werden. Es befand sich wohl in der Nähe des Gerichtshofs Heliaia, nach Grabungsergebnissen vermutlich etwa 100 Meter südwestlich dieses Gebäudes, knapp außerhalb des Geländes der Agora.
Philosophiegeschichtlich interessant ist Phaidons Aufzählung der teils einheimischen, teils auswärtigen Freunde und Schüler des Sokrates am Anfang des Dialogs. Er nennt sowohl bei der Hinrichtung anwesende als auch aus verschiedenen Gründen verhinderte Sokratiker und weist darauf hin, dass seine Liste der Einheimischen nicht vollständig ist.

## Die Teilnehmer
Alle namentlich genannten Teilnehmer des Rahmengesprächs und der philosophischen Diskussion haben wirklich gelebt, ihre Existenz ist auch außerhalb von Platons Werken bezeugt. Allerdings muss damit gerechnet werden, dass Platon als Schriftsteller von seiner literarischen Gestaltungsfreiheit großzügig Gebrauch gemacht hat, was in anderen Dialogen nachweislich der Fall ist. Obwohl viele Einzelheiten realistisch wirken und stimmen können, kann der Phaidon nicht als detailgetreuer Bericht über die letzten Stunden des Sokrates verwertet werden. Beiläufig wird im Dialog erwähnt, dass Platon selbst am Hinrichtungstag nicht unter den Anwesenden war, sondern krankheitsbedingt fehlte. Demnach war er kein Augenzeuge, sondern nur aus zweiter Hand über die Vorgänge informiert.
Die philosophische Diskussion, die den weitaus größten Teil des Phaidon ausmacht, führt Sokrates mit Phaidon, Simmias und Kebes; ein weiterer nicht namentlich genannter Anwesender greift kurz ein. Die übrigen Freunde hören nur schweigend zu. Sokrates ist wie in den meisten Dialogen Platons, in denen er auftritt, die dominierende Gestalt. Er lenkt das Gespräch, steuert die wesentlichen Überlegungen und Argumente bei und entkräftet Einwände. Seine unerschütterliche Gelassenheit und Heiterkeit kontrastiert mit der Bestürzung und dem Schmerz der Freunde und Schüler. Wie gewohnt konzentriert er seine Aufmerksamkeit auf die philosophische Wahrheitssuche. Während die anderen vom Jammer erfasst werden, führt er ruhig und umsichtig seine letzten Handlungen aus. Platon zeichnet hier von seinem verehrten Lehrer Sokrates ein eindrückliches, lebensnah wirkendes Bild, das in seinen Grundzügen wahrheitsgetreu sein mag. Die Ansichten und Argumente, die er seiner Dialogfigur in den Mund legt, dürfen aber nicht ohne Weiteres mit denen des historischen Sokrates gleichgesetzt werden. Dies ist schon aus den Bezugnahmen auf Platons Ideenlehre, die nicht zum Gedankengut des historischen Sokrates gehörte, ersichtlich.
Hinsichtlich der Möglichkeit, mit rationalen Mitteln metaphysische Wahrheit erkennen zu können, ist Sokrates im Phaidon optimistisch. Einen generellen erkenntnistheoretischen Pessimismus hält er für unbegründet und verhängnisvoll. Von der Richtigkeit seiner Auffassung über die Beschaffenheit der Seele ist er fest überzeugt, doch bringt er auch viel Verständnis für die Zweifel seiner Gesprächspartner auf. Er legt Wert auf den Grundsatz, dass man sich nicht voreilig für eine Ansicht entscheiden soll, auch wenn sie einleuchtet, sondern erst nach sorgfältiger Prüfung der einschlägigen Argumente und Einwände.
Der Berichterstatter und Dialogteilnehmer Phaidon ist ein eifriger Anhänger und Bewunderer des Sokrates, den er seinen Freund nennt. Für ihn gibt es nichts Erfreulicheres als Gespräche, die ihm seinen verstorbenen Lehrer in Erinnerung rufen. Zur Zeit des Dialogs scheint er noch ein junger Mann zu sein.
Der historische Phaidon war ein vornehmer Peloponnesier aus Elis. Als er die Hinrichtung seines Lehrers miterleben musste, lag der Peloponnesische Krieg, in dem Athen und Sparta die Hauptgegner waren, erst wenige Jahre zurück. Elis gehörte zu den mit Athen verfeindeten Staaten, hatte aber auch gegen Sparta Krieg geführt. Phaidon soll in Kriegsgefangenschaft geraten und dann als Sklave nach Athen verkauft worden sein. Dort wurde er angeblich auf Betreiben des Sokrates freigekauft. Die Glaubwürdigkeit dieser Angaben ist umstritten. Jedenfalls schloss er sich dem berühmten Philosophen an und blieb bis zuletzt in dessen Umkreis. Nach dem Tod seines Lehrers kehrte er in seine Heimatstadt zurück und gründete dort eine Philosophenschule. Wie Platon verfasste er philosophische Dialoge. Seine Werke sind nicht erhalten geblieben.
Echekrates, der nur in der Rahmenhandlung auftritt, teilt Phaidons tiefe Verehrung für Sokrates. Daher nimmt er lebhaft Anteil am Schicksal des Verurteilten und legt großen Wert darauf, alles zu erfahren, was sich in Athen abgespielt hat. Allerdings beruht sein Interesse an Sokrates nur auf persönlicher Bewunderung, nicht auf Übereinstimmung der philosophischen Überzeugung. Die Annahme, dass die Seele unsterblich sei, hat er sich nicht zu eigen gemacht. Vielmehr neigt er stark zu der rivalisierenden Harmonietheorie, wonach die Seele kein eigenständig existierendes Wesen, sondern nur die Harmonie zwischen den Bestandteilen des Körpers und somit vergänglich ist.
Der historische Echekrates war in der pythagoreischen Tradition verwurzelt. Er soll ein Schüler des Pythagoreers Philolaos gewesen sein. Die Pythagoreer, Anhänger der Lehre des Philosophen Pythagoras, waren im 5. Jahrhundert v. Chr. in ihrer süditalienischen Heimatregion, der griechisch besiedelten „Magna Graecia“, in politische Auseinandersetzungen verwickelt, in denen sie unterlagen. Darauf wurden sie verfolgt. Manche von ihnen flohen nach Griechenland. Dort zählte Phleius zu den Orten, an denen sie sich in Gruppen niederließen. Echekrates gehörte offenbar zu diesen Flüchtlingen oder ihren Nachkommen. Cicero überliefert die Behauptung, Echekrates sei in Lokroi, einer Stadt in Kalabrien, mit Platon zusammengetroffen, als dieser sich auf einer Reise dort aufhielt.
Kebes und Simmias spielen im Dialog neben Sokrates die Hauptrollen. Sie werden als junge Männer bezeichnet und sind diskussionsfreudig. Beide stammen aus Theben, wo sie mit Philolaos in Verbindung standen und vielleicht seine Schüler waren, bevor sie nach Athen kamen und sich Sokrates anschlossen. Unklar ist, ob sie sich unter dem Einfluss des Philolaos zumindest zeitweilig zum Pythagoreismus bekannten. Platon erwähnt sie auch im Dialog Kriton. Dort erscheinen sie als Unterstützer eines Plans, den verurteilten und inhaftierten Sokrates zur Flucht aus dem Gefängnis zu überreden und ihm durch Bestechung der Gefängniswärter das Entkommen zu ermöglichen. Simmias ist offenbar wohlhabend. Die Unsterblichkeitshypothese betrachten die beiden Thebaner mit Skepsis. Sie erheben Einwände gegen die Argumentation des Sokrates und wollen sich nur durch Beweise überzeugen lassen. Simmias zieht die Erklärung der Seele als vergängliche Harmonie in Betracht. Er ist leichtgläubiger als Kebes und urteilt voreilig. Kebes geht bei der philosophischen Untersuchung umsichtig und gründlich vor, er fordert solide Begründungen und ist schwer zu überzeugen.
Auch der zeitgenössische Geschichtsschreiber Xenophon nennt Simmias und Kebes unter den Vertrauten des Sokrates; seinetwegen hätten sie ihre Heimat verlassen und seien nach Athen gekommen.
Eine Randfigur im Phaidon ist Kriton, ein Freund und Altersgenosse des Sokrates, den Platon auch in anderen Dialogen auftreten lässt. Kriton beteiligt sich nicht an der philosophischen Debatte, sondern ergreift nur zu praktischen Fragen das Wort. Er kümmert sich um die Regelung von Sokrates’ persönlichen Angelegenheiten. Dabei zeigt er, dass er die Konsequenzen der philosophischen Einsicht für die Praxis des Lebens und des Sterbens nicht begreift.
Der historische Kriton war ein wohlhabender Athener, der wie Sokrates aus dem Demos Alopeke stammte. Als Sokrates angeklagt wurde, bot Kriton vergeblich an, sich bei Verhängung einer Geldstrafe für deren Zahlung zu verbürgen. Nach dem Todesurteil war er bereit, dafür Bürgschaft zu übernehmen, dass Sokrates nicht fliehen würde. Damit wollte er seinem Freund den Gefängnisaufenthalt ersparen, doch wurde auch dieser Vorschlag vom Gericht abgelehnt.
Eine historische Gestalt ist auch Sokrates’ Frau Xanthippe. Im Phaidon ist sie schon am Morgen des Hinrichtungstags, bevor die Freunde eintreten, bei ihrem Mann, kommt aber nur kurz zu Wort. Sie weint und klagt und wird auf Wunsch des Sokrates weggebracht. Daher ist sie bei der philosophischen Diskussion nicht anwesend. Vor der Hinrichtung kommt sie anscheinend mit ihren drei Kindern nochmals herbei und erhält von ihrem Gatten Anweisungen, wird dann aber fortgeschickt, sodass sie seinen Tod nicht miterlebt. Sokrates betrachtet Xanthippes Gegenwart als störend. Seine Aufmerksamkeit gilt seinen Freunden, die im Gegensatz zu seiner Frau seine Interessen teilen und bis zum Schluss bei ihm bleiben dürfen.

## Inhalt
Die Rahmenhandlung und die Einleitung von Phaidons Bericht
Das Gespräch beginnt unvermittelt mit der Frage des Echekrates, ob Phaidon an dem Tag, als Sokrates starb, selbst anwesend war oder nur aus zweiter Hand berichtet. Phaidon versichert, dass er als Augenzeuge dabei war, ebenso wie eine Reihe weiterer Freunde des Verurteilten. Gern erzählt er alle Einzelheiten, denn nichts erfreut ihn so sehr wie die Erinnerung an seinen Lehrer. Zunächst nennt er die Namen der damals Anwesenden, soweit er sich an sie erinnert, dann beginnt er mit seinem Bericht.
Die Freunde pflegten den Gefangenen täglich zu besuchen und den größten Teil des Tages bei ihm zu verbringen. Auch am Todestag versammelten sie sich dort. Als sie eintrafen, war seine Frau Xanthippe mit seinem Söhnchen schon bei ihm. Da sie laut jammerte, wurde sie weggebracht. Kebes wunderte sich darüber, dass Sokrates jetzt an seinem Lebensende angefangen hatte zu dichten. Sokrates begründete dies mit einem oft wiederkehrenden Traum, in dem er aufgefordert worden war, sich musisch zu betätigen. Dann wendete sich das Gespräch der Auseinandersetzung mit dem Tod zu. Den Verlauf dieser Diskussion gibt Phaidon im Folgenden ausführlich wieder.
Die philosophische Einstellung zum Tod
Sokrates behauptet, ein vernünftiger Mensch werde das Bedürfnis haben, ihm dorthin zu folgen, wohin er bald aufbrechen werde. Aus philosophischer Sicht erscheint ihm der Tod als etwas Erstrebenswertes. Die Konsequenz daraus, selbst Hand an sich zu legen, verwirft er aber. Diese Einstellung wirkt widersinnig: Der Tod soll eine Wohltat sein, die man aber sich selbst nicht erweisen darf; vielmehr muss man warten, bis sie einem von außen zuteilwird. Das begründet Sokrates mit der Annahme, dass man als Mensch auf einer „Wache“ (phrourá) sei, also auf einem Posten stehe, den man nicht willkürlich verlassen dürfe. Das sei ein bedeutender Gedanke, wenn auch nicht leicht zu begreifen. Man könne sich die Menschheit als Herde vorstellen, die von den Göttern gehütet werde wie eine Tierherde vom Hirten. Nicht eigenwillig dürfe man sich von der Herde entfernen, sondern erst wenn es von einer Gottheit so verfügt werde.
Hier erheben Kebes und Simmias Einspruch. Ihr Gegenargument lautet: Wenn man die Menschheit für eine Herde hält, die sich in der Obhut wohlwollender Götter befindet, so ist kein Grund ersichtlich, aus dem man wünschen sollte, diesen erfreulichen Zustand zu beenden. Im Gegenteil: Statt sich der Fürsorge der weisen Hirten entziehen zu wollen, sollte man danach streben, möglichst lange unter ihrer Lenkung zu verbleiben, also so lange wie möglich zu leben. Vor etwas Gutem zu fliehen ist unvernünftig. Dem hält Sokrates seine Erwartung entgegen, auch im Totenreich werde er gute und weise Götter antreffen. Außerdem hofft er, anderen Verstorbenen zu begegnen, die besser sind als seine irdischen Zeitgenossen. Als Philosoph sehe man dem Tod erwartungsvoll entgegen, denn man könne darauf vertrauen, im Jenseits vorteilhaftere Daseinsbedingungen vorzufinden. Gern geht Sokrates auf den Wunsch des skeptischen Simmias ein, er möge seine Zuversicht begründen.
Der Tod als Befreiung der Seele
Einigkeit besteht darüber, dass der Tod als Trennung der Seele vom Leib zu definieren ist und dass das Interesse des Philosophen ausschließlich der Seele und ihrem Wohlergehen zu gelten hat. Um den Körper kümmert er sich nicht mehr als nötig. Daher bedeuten ihm leibliche Genüsse oder Schmuck und elegante Kleidung nichts. Im Gegensatz zu allen anderen Menschen trachten die Philosophen danach, die Seele möglichst vom Umgang mit dem Körper zu lösen, denn sie wissen, dass die Gemeinschaft mit ihm die Seele nicht fördert, sondern sie verwirrt und ihr schadet. Zur Erkenntnis trägt der Körper nichts bei, ja er behindert sie sogar; die Sinneswahrnehmungen sind unzuverlässig, sie täuschen die Seele. Außerdem gehören die höchsten Werte des Philosophen, das Gute und die Gerechtigkeit, nicht zu den sinnlich wahrnehmbaren Dingen. Daher kann man über die körperlichen Organe keinen Zugang zu ihnen finden, vielmehr erschließen sie sich nur dem reinen Denken. Das Denken aber ist eine Tätigkeit der Seele, bei der Sinneseindrücke nur ablenken und stören. Der Körper lenkt die Aufmerksamkeit der Seele vom Weisheitsstreben ab und auf unzählige Nichtigkeiten hin. Die Begierden, die unter seinem Einfluss entstehen, führen zu Habsucht und damit zu Aufständen und Kriegen. Eine Seele, die diesem Sog nachgibt, wird versklavt und muss dem Körper dienen. Daher kann die Seele, die nach Einsicht strebt, ihr Ziel nur erreichen, wenn sie sich so weit als möglich aus der materiellen Verstrickung zurückzieht und sich ganz auf sich selbst und ihre rein geistigen Erkenntnisobjekte konzentriert. Die Absonderung vom Körper gelingt während des menschlichen Lebens nur begrenzt, erst mit dem Tod wird sie vollständig durchgeführt. Daher stellt der Tod eine höchst wünschenswerte Befreiung dar, und es wäre für einen Philosophen lächerlich, sich gegen ihn zu sträuben. Liebhaber des Leibes, des Geldes und des Ruhms entwickeln nicht wirkliche, sondern nur scheinbare Tugenden. Wer sich von niedrigen Begierden, zu denen auch Ruhmsucht zählt, verführen lässt, kann Tugenden wie Tapferkeit und Besonnenheit nicht wirklich erlangen. Er handelt nur scheinbar tapfer oder besonnen, wenn er auf bestimmte Lüste verzichtet, um andere, ebenso fragwürdige Genüsse zu erlangen, zu denen ihn stärkere Begierden drängen.
Über die Grundsätze der philosophischen Lebensführung sind sich die Diskutanten zwar einig, doch wendet Kebes ein, die Fortexistenz der Seele dürfe nicht als selbstverständlich vorausgesetzt werden. Es könne ja sein, dass sie mit dem Körper zugrunde geht, indem sie, wenn sie ihn verlässt, sogleich wie ein Hauch oder Rauch zerstiebt. Also müsse gezeigt werden, dass sie nach der Trennung vom Körper fortbesteht und ihre Kraft und Einsicht behält. Darauf antwortet Sokrates mit eingehenden Bemühungen, die Unsterblichkeit der Seele plausibel zu machen.
Das Kreislaufargument für die Unsterblichkeit
Das erste Argument des Sokrates ist das Kreislaufargument („cyclical argument“). Es beruht auf der Beobachtung, dass alle Einzeldinge an einem Kreislauf des Werdens und Vergehens teilnehmen, wobei sie abwechselnd gegenteilige Eigenschaften annehmen. Eine Eigenschaft prägt sich aus, indem die gegenteilige schwindet. Wenn etwas größer wird, wandelt es sich aus etwas um, das kleiner war; wenn Schrumpfung eintritt, wird etwas zuvor Größeres kleiner. Ebenso verhält es sich mit dem Stärkeren und dem Schwächeren, dem Langsameren und dem Schnelleren, dem Gerechteren und dem Ungerechteren und dem Besseren und dem Schlechteren. Ein solches Gegenteilspaar sind auch das Wachsein und das Schlafen; die zugehörigen Werdeprozesse sind das Aufwachen und das Einschlafen. Daher liegt die Annahme nahe, dass es sich auch mit dem Gegensatz zwischen dem Lebenden und dem Gestorbenen so verhält. Das bedeutet, dass nicht nur Gestorbenes aus Lebendem entsteht, sondern auch Lebendes aus Gestorbenem. Demnach müssen die Seelen der Gestorbenen an einem Ort sein, von dem aus sie später wieder ins Leben zurückkehren. Damit nimmt Sokrates auf das Modell der Seelenwanderung Bezug: Die Seele trennt sich beim Tod vom Körper, um später in einen anderen Körper einzutreten und so den Kreislauf von Leben und Gestorbensein fortzusetzen. Gäbe es keinen solchen Kreislauf, sondern nur das Fortschreiten aller Lebewesen zum Tod, so wäre die Natur nicht ausgeglichen, sondern gleichsam auf einer Seite lahm. Ohne das Wiederaufleben, die Wiederkehr der Seelen der Verstorbenen, müsste die Anzahl der Lebenden ständig abnehmen. Dann würden die Sterbeprozesse zwangsläufig ein Erlöschen allen Lebens bewirken.
Das Argument der Wiedererinnerung
Kebes erinnert an einen hier relevanten Aspekt, auf den Sokrates schon oft aufmerksam gemacht hat: die Hypothese, alle Lernprozesse seien nichts anderes als Erinnerungsvorgänge. Demnach beruht das Lernen darauf, dass die Seele an etwas erinnert wird, was sie schon vor ihrem Eintritt in ihren jetzigen Körper gewusst hat (Anamnesis-Konzept). Alles Wissen, das sie je erlangen kann, war in ihr schon vor der Geburt vorhanden. Es wurde vergessen, als die Seele in den Körper kam, doch ein äußerer Anstoß kann es in ihr Bewusstsein zurückrufen und ihr damit wieder zugänglich machen. Dies setzt voraus, dass die Seele schon vor der Entstehung des Körpers existiert und über Vernunft verfügt hat. Somit kommt ihr ein eigenständiges Dasein zu. Zur Begründung weist Kebes auf Beobachtungen hin, die eine solche Interpretation der Lernprozesse nahelegen. Damit meint er Vorgänge wie das im Dialog Menon beschriebene Experiment, das die Anamnesis (Wiedererinnerung) beim Lösen eines geometrischen Problems nachweisen soll.
Hinzu kommt die Fähigkeit der Seele, nicht nur Erinnerungen einzuspeichern, sondern auch zwischen den Inhalten des Gedächtnisses verschiedenartige Verknüpfungen herzustellen. Diese Verknüpfungen ergeben sich nicht unmittelbar aus den einzelnen Erinnerungen, sondern stellen eigenständige Produkte der Aktivität der Seele dar. Sie setzen nicht voraus, dass die verknüpften Inhalte ähnlich sind, vielmehr kann es sich um Zusammenhänge beliebiger Art handeln. Beispielsweise erinnert man sich beim Anblick eines Gegenstands an dessen Besitzer. Auch diese Fähigkeit der Seele deutet auf etwas in ihr, das ihr nicht aus der Sinneswelt zukommt, sondern das sie als Potential mitbringt.
Eine weitere Überlegung des Sokrates bezieht sich auf die Grundlage der gedanklichen Verknüpfung ähnlicher Inhalte. Von Geburt an wertet der Mensch die Informationen aus, die ihm seine Sinnesorgane übermitteln. Dies geschieht, indem er Beobachtungen vergleicht. Dazu ist er nur in der Lage, weil er bereits über das Wissen verfügt, dass Dinge gleich, ähnlich oder verschiedenartig sein können. Er muss von Anfang an, schon bevor er mit dem Vergleichen begann, gewusst haben, dass es Gleichheit und Ungleichheit gibt, und über ein Kriterium verfügt haben, anhand dessen er das Ausmaß einer Ähnlichkeit bestimmt. Dies sind Wissensinhalte, die in den einzelnen Sinneswahrnehmungen nicht mitgegeben sind und ihnen daher nicht unmittelbar entnommen werden können. Den Zugang zu solchen abstrakten Gegebenheiten kann der Mensch somit nicht ausschließlich aus der Tätigkeit seiner Sinnesorgane gewonnen haben. Dafür muss es eine andere Ursache geben, und das kann nur die Erinnerung an eine vorgeburtliche Kenntnis von rein geistigen Tatsachen sein. Somit hat die Seele nicht nur vor dem Körper existiert, sondern damals bereits eine grundlegende Einsicht besessen, die sie keinen körperlichen Funktionen verdankt.
Simmias und Kebes finden diese Ausführungen zwar einleuchtend, doch wenden sie ein, damit sei noch kein Unsterblichkeitsbeweis erbracht. Aus einem Nachweis der Präexistenz der Seele, ihres Daseins vor der Entstehung des Körpers, folge nicht zwingend, dass sie den Tod intakt übersteht. Die Alternativhypothese, wonach sie beim Tod zerstäubt, bleibe als Möglichkeit bestehen.
Das Argument der Verwandtschaft mit dem Unvergänglichen
Ein weiteres Argument des Sokrates für die Fortexistenz der Seele stützt sich auf deren Verwandtschaft mit dem Unvergänglichen („affinity argument“). Um herauszufinden, ob etwas aufgelöst werden kann oder nicht, muss man die Beschaffenheit dieses Objekts untersuchen. Auflösbar kann nur etwas sein, was aus Bestandteilen besteht, in die es zerlegt werden kann. Das von Natur aus Unzusammengesetzte kann auch nicht teilbar sein, da es keine Teile hat, in die es zerfallen könnte. Wenn etwas zusammengesetzt ist, ist es grundsätzlich wandelbar, da eine Veränderung seiner Zusammensetzung möglich ist. Tatsächlich treten solche Veränderungen bei materiellen Gegebenheiten immer ein. Es ist das Merkmal aller sinnlich wahrnehmbaren Dinge, aus einzelnen Elementen aufgebaut zu sein, die räumlich und zeitlich variieren. Bestandteile und Eigenschaften treten neu hinzu oder fallen weg. Anders verhält es sich mit dem Einfachen und Einheitlichen, das keine Teile aufweist und keine Gegensätze in sich vereint, sondern immer nur mit sich selbst identisch ist. Eine derartige Entität unterliegt keinerlei Veränderungen, sie ist unzerstörbar. Von solcher Beschaffenheit sind die „Ideen“, etwa „das Schöne selbst“, also die „Idee des Schönen“ im Sinne der platonischen Ideenlehre. Nach dieser Lehre, auf die Platons Sokrates hier Bezug nimmt, ist die Idee des Schönen eine objektive, eigenständig bestehende metaphysische Realität. Sie ist das Urbild, das allen schönen Objekten deren Schönheit verleiht, selbst aber keinem Einfluss ausgesetzt ist und sich immer gleich bleibt. Sie existiert ewig in ihrer absoluten Vollkommenheit, die weder zu- noch abnehmen kann.
Die materiellen Objekte mit ihren unablässigen Wandlungen wirken auf die Seele verwirrend, aber wenn sie sich den immerwährenden Ideen zuwendet, vermag sie sich geistig Ordnung zu schaffen. Daraus ist ersichtlich, dass sie selbst eine Beschaffenheit aufweisen muss, die derjenigen der Ideen entspricht und die sie zur Ideenwelt hinzieht. Dank ihrer Verwandtschaft mit den immateriellen Objekten erlangt die Seele Einsicht in deren Natur, sobald sie nicht abgelenkt, sondern auf sich allein gestellt ist. Offensichtlich gleicht ihre eigene Natur der des rein Geistigen und Göttlichen hinsichtlich zweier Hauptmerkmale: Erstens gehört sie wie die Ideen zum Bereich des Unsichtbaren, nur geistig Erfassbaren. Zweitens ist sie von Natur aus dazu berufen, den Leib zu beherrschen; darin ähnelt sie den unsterblichen Göttern, denn das Herrschen kommt dem Göttlichen zu, das Dienen dem Sterblichen. Daher ist die Annahme plausibel, dass die Seele auch die Unzerstörbarkeit mit der geistig-göttlichen Welt gemeinsam hat. Wäre sie vergänglich wie der Leib, so könnte sie sich nicht über die Sphäre des Vergänglichen erheben, sondern wäre dort beheimatet und würde sich nur innerhalb der Grenzen dieses Bereichs betätigen. All dies spricht dafür, dass die Seele nicht beim Tode zerfällt, sondern unsterblich ist.
Die Seele als Erschafferin ihres Schicksals
Aus den Überlegungen, die Sokrates vorgetragen hat, lassen sich Vermutungen über das Schicksal der Seele nach dem Tod des Körpers ableiten. Es steht der menschlichen Seele frei, sich nach ihrem Belieben dem Körper und seinen irrationalen Bedürfnissen oder der geistigen Welt, in der die Vernunft waltet, zuzuwenden. Indem sie sich auf bestimmte Bereiche ausrichtet und auf andere nicht, schafft sie sich schon im irdischen Leben und dann auch nach dessen Ende ihre Daseinsbedingungen selbst. Lässt sie sich durch leibliche Begierden fesseln, kann sie sich auch nach der Trennung vom Körper nicht zur göttlichen Sphäre aufschwingen, wo sie von allen menschlichen Übeln frei wäre. Vielmehr bleibt sie niedergedrückt und schwerfällig, irrt auf der Erde umher und sucht sich einen neuen Körper, der zu ihrem Zustand passt. Dabei kann sie zu tierischen Daseinsformen herabsinken. Vom Zwang zur Wiedergeburt befreit wird nur der Philosoph, der schon zu seinen Lebzeiten für völlige Reinigung der Seele gesorgt hat. Ihm ist nach dem Tode ein Dasein im Kreis der Götter vergönnt. Aus diesem Grund verweigert sich der Philosoph den leiblichen Begierden und strebt nicht nach materiellem Besitz, Macht und Ruhm. Ihm ist bewusst, dass der Körper ein Gefängnis für die Seele ist. Er misstraut den Sinneswahrnehmungen und verlässt sich nur auf die Erkenntnis, die der Seele zuteilwird, wenn sie sich, abgeschieden von allem Äußerlichen, auf das Geistige konzentriert. Heftige seelische Erschütterungen, die mit intensivem Vergnügen oder Schmerz, großer Angst oder starker Begierde verbunden sind, meidet der Philosoph. Denn er weiß: Solche Reize binden die Seele an das Materielle, sie nageln sie förmlich an den Körper, indem sie die materiellen Auslöser der Affekte als das Evidenteste und Realste erscheinen lassen, und führen sie damit auf einen katastrophalen Irrweg. Indem der Philosoph zu innerer Ruhe kommt und sich in allem nach der Vernunft ausrichtet, das Wirkliche und Göttliche betrachtet und sich davon nährt, bereitet er sich richtig auf den Tod und auf ein seliges Dasein vor. Seine Seele wird dann frei von Furcht vor Vernichtung sein.
Einwände gegen die Unsterblichkeitshypothese
Kebes und Simmias sind zwar von den Überlegungen des Sokrates beeindruckt, doch ihre tiefen Zweifel an der Schlüssigkeit der Argumentation bestehen weiterhin. Sokrates räumt von sich aus die Unvollständigkeit und Angreifbarkeit seiner Ausführungen ein und bittet die beiden Freunde, ihre Meinung zu äußern. Darauf bekennen sie sich zu ihrer Skepsis. Sie zögern aber, ihre Einwände vorzubringen, denn sie möchten Sokrates angesichts seines „jetzigen Unglücks“ nicht noch zusätzlich mit unerfreulichen Gedanken betrüben.
Um solche Bedenken auszuräumen, versucht Sokrates erneut, ihnen begreiflich zu machen, dass aus seiner Sicht von einem Unglück keine Rede sein kann. Er veranschaulicht das mit dem bekannten Mythos vom Schwanengesang, den er in einer eigenen Version erzählt. Die Schwäne sind dem Gott Apollon heilig, dem Verleiher prophetischer Gaben. Von ihm haben sie die Fähigkeit des Voraussehens erhalten. Sie ahnen den eigenen Tod voraus und wissen auch schon, dass sie danach zu Apollon kommen werden, dessen Diener sie sind. Neigt sich ihr Leben dem Ende zu, stimmen Schwäne aus Vorfreude auf das Bevorstehende einen schönen Gesang an. Die Menschen aber verstehen das nicht. Da sie den Tod für etwas Furchtbares halten, glauben sie, es handle sich um einen Abschiedsgesang, ein Klagelied, das aus Schmerz gesungen wird. Dabei beachten sie nicht, dass kein Vogel singt, wenn es ihm schlecht geht, sondern sein Gesang immer ein Ausdruck von Freude ist. Sokrates vergleicht sich mit den Schwänen. Er meint ebenfalls dem Apollon heilig zu sein und ihm die Gabe der Einsicht zu verdanken. Darum ist die Zuversicht, mit der er aus dem Leben scheidet, nicht geringer als die der Schwäne. Kein Einwand kann ihn darin beirren.
Dagegen wendet nun Simmias ein, auch wenn etwas unsichtbar, unkörperlich und überaus schön und göttlich sei, müsse es deswegen nicht zwangsläufig unvergänglich sein. Dies erläutert er am Beispiel der Leier. Die Leier mit ihren Saiten ist, so Simmias, ein materielles, zusammengesetztes Objekt wie der Körper des Menschen; ihre harmonische Stimmung aber ist immateriell und stellt etwas Wunderbares und Göttliches dar. Folge man der Argumentation des Sokrates, wonach das dem Göttlichen und Unvergänglichen Verwandte unzerstörbar ist, müsse man annehmen, dass die Stimmung der Leier auch dann fortbesteht, wenn das materielle Instrument zerstört wird. Das aber könne nicht sein, da die Stimmung eines Instruments auf einem bestimmten Verhältnis seiner materiellen Bestandteile beruhe. Dies gelte analog für die Seele, wenngleich sie das Göttlichste sei. Wenn man sie als die harmonische Anordnung der Bestandteile des Körpers auffasse, müsse man folgern, dass diese Harmonie mit der Auflösung des Körpers ihr Ende finde.
Von anderer Art ist der Einwand des Kebes. Zwar leuchtet ihm die Annahme ein, die Seele habe schon vor dem Körper existiert, sei stärker als er und überdauere ihn daher, doch macht er geltend, ihre grundsätzliche Unzerstörbarkeit sei damit nicht bewiesen. Auch wenn man von zahlreichen Wiedergeburten ausgehe, sei es nämlich nicht auszuschließen, dass die Seele zwar langlebig, aber letztlich doch vergänglich ist und irgendwann zugrunde geht.
Nach diesen Ausführungen sind alle Zuhörer verstimmt. Die Beweiskraft der vorgebrachten Argumente erscheint ihnen unzulänglich, und mehr noch: Sie befürchten, dass es grundsätzlich unmöglich ist, die Unsterblichkeitsfrage mit vernünftigen Überlegungen zu klären und Gewissheit zu erlangen. Damit erhebt sich ein fundamentaler Zweifel an der Fähigkeit des Verstandes, in dieser existenziellen Frage Wahrheit als solche zu erkennen und zu einem gesicherten Wissen zu gelangen.
An dieser Stelle unterbricht in der Rahmenhandlung Echekrates den Bericht Phaidons. Die Deutung der Seele als Harmonie zwischen den Körperteilen ist ihm längst bekannt, und er findet sie überzeugend. Daher hat er volles Verständnis für die Zweifel der Skeptiker und meint, die Argumentation des Sokrates sei entkräftet. Überdies teilt er die Befürchtung, dass alle Bemühungen des Verstandes nutzlos sind, weil sich zu jedem guten Argument ein gutes Gegenargument finden lässt. Der Wahrheitssucher werde also hin- und hergerissen und verliere generell das Vertrauen in die Beweiskraft von Argumenten. Echekrates vermisst ein allgemeines Kriterium für die Qualität von Begründungen. Phaidon versichert demgegenüber, Sokrates habe das Problem nicht nur sachkundig, sondern auch einfühlsam und mit viel Verständnis für die Verwirrten lösen können. Nie zuvor sei Sokrates ihm, Phaidon, so bewundernswert erschienen wie beim Meistern dieser Herausforderung.
Erkenntnistheoretische Überlegungen
Platon lässt nun Sokrates seine Untersuchung im Zwiegespräch mit Phaidon fortsetzen. Sokrates warnt vor der Gefahr, dass man zum Feind von Argumenten wird, so wie man ein Menschenfeind wird. Wer oft leichtsinnig schlechten Menschen Vertrauen geschenkt hat und dann von ihnen hintergangen wurde, der gelange zur Ansicht, niemand sei gut und zuverlässig. Ebenso könne es einem Debattierer mit Argumenten ergehen, von denen er sich zunächst beeindrucken lässt und die sich hernach als nicht stichhaltig erweisen: Er werde den Schluss ziehen, man könne trotz aller Bemühungen des Verstandes kein zuverlässiges Wissen erlangen. In beiden Fällen liege der Irrtum darin, dass man den Fehler in äußeren Gegebenheiten verortet hat, statt sich selbst – der eigenen Unkenntnis – die Schuld zu geben. Benötigt werde eine unbefangene, kritische und selbstkritische Haltung, mit der man an die sorgfältige Untersuchung der Argumente herangeht. Man solle sich nicht vom Eifer, andere zu überzeugen, hinreißen lassen. Auch von der Autorität eines Philosophen dürfe man sich nicht blenden lassen, denn auch ein Sokrates könne irren. Wer über Unbefangenheit und Wahrheitsliebe verfüge und die nötige Anstrengung nicht scheue, der sei durchaus in der Lage, die Stichhaltigkeit von Behauptungen zu überprüfen. Dies will Sokrates nun demonstrieren.
Einwände gegen die Deutung der Seele als Harmonie
Die Harmonie-Theorie des Simmias sucht Sokrates durch drei Gegenargumente zu widerlegen. Mit dem ersten zeigt er einen Widerspruch auf: Simmias und Kebes haben bereits die Annahme für schlüssig erklärt, dass die Seele in einer vorgeburtlichen Existenz über ein von Sinneswahrnehmungen unabhängiges Wissen verfügt. Das aber ist mit einer Deutung der Seele, die diese auf ein bloßes Strukturmerkmal des Körpers reduziert, unvereinbar. Die Unsterblichkeitshypothese ist begründet worden, die Harmonie-Theorie hingegen ist nur eine Vermutung, für die bisher nichts Konkretes vorgebracht worden ist. Das zweite Argument des Sokrates lautet: Die Harmonie-Theorie besagt, die Seele sei nichts anderes als Harmonie der Bestandteile des Körpers. Nach dieser Definition müsste jedes beseelte Wesen jederzeit harmonisch gestimmt sein. In Wirklichkeit gibt es aber durchaus Verstimmung in Gestalt von Unvernunft und Lasterhaftigkeit. Wäre das belebende Prinzip mit Harmonie gleichzusetzen, gäbe es keine unharmonischen, schlechten Menschen. Der dritte Einwand gegen die Harmonie-Theorie ergibt sich aus dem Umstand, dass zwischen Körper und Seele Konflikte vorkommen. Wenn die Seele nichts als ein bestimmtes Verhältnis zwischen den Bestandteilen des Körpers wäre, wäre sie außerstande, eine unabhängige Haltung einzunehmen und sich gegen die körperlichen Impulse zu wenden. Der Mensch wäre somit gezwungen, diesen Impulsen immer Folge zu leisten. Dies ist aber nicht der Fall, denn es gibt Selbstbeherrschung.
Die „erste Seefahrt“ des Sokrates
Anschließend geht Sokrates auf den Gedankengang des Kebes ein, wobei er weit ausholt. Er erzählt, dass er sich in seiner Jugend intensiv mit den Lehren der Naturphilosophen auseinandergesetzt hat, denn er hoffte, auf diesem Weg die Ursachen aller Phänomene, die Gründe für alles Entstehen und Vergehen aufzufinden. Dieses eifrige Bemühen war seine „erste Seefahrt“ auf seiner Suche nach einem Verständnis der Weltordnung. Dabei erlebte er aber eine schwere Enttäuschung. Er gelangte nicht zur Einsicht in die Logik der Gründe, aus denen die Naturgegebenheiten abzuleiten sind, sondern wurde nur verwirrt. Besondere Hoffnung setzte er auf eine Abhandlung des Anaxagoras über die Natur, denn dieser Naturphilosoph lehrte, dass die Vernunft allem übergeordnet und die Ursache von allem sei. Dieser rationale Ansatz gefiel Sokrates sehr. Bei der Lektüre musste er dann aber ernüchtert feststellen, dass Anaxagoras gar keinen Versuch unternahm, die Ordnung des Kosmos philosophisch zu erfassen und ihre Kausalitäten darzustellen. Anaxagoras erläuterte nicht, nach welchen Prinzipien die Weltvernunft die Naturgegebenheiten festlegt und sinnvoll zu einem Ganzen zusammenfügt und die Daseinsbedingungen der Dinge bestimmt. Vielmehr bemühte er sich nur, einzelne physikalische Sachverhalte auf physikalische Ursachen zurückzuführen. Das vergleicht Sokrates mit einem Versuch, die Gründe, aus denen jemand eine Handlung ausführt, auf die anatomische Beschaffenheit der Körperorgane zurückzuführen, die bei der Ausführung der Handlung in Bewegung gesetzt werden. So könnte man etwa versuchen, den Grund der aktuellen philosophischen Diskussion in der Akustik des Sprechens zu suchen. An der Untauglichkeit einer derartigen Herangehensweise scheiterte die erste Seefahrt des Sokrates.
Die „zweite Seefahrt“
Sokrates wünschte sich einen Lehrer, der in der Lage wäre, ihm die Ordnung der Natur zu enthüllen. Als er trotz aller Bemühungen keinen fand, machte er sich allein auf die Suche. Diesen neuen Anlauf, von dem er nun erzählt, nennt er seine „zweite Seefahrt“. Dabei ging er nicht wie die älteren Naturphilosophen, die „Vorsokratiker“, empirisch vom Studium der Kausalitäten aus, die bei der Verkettung der Naturvorgänge in Betracht kommen. Vielmehr suchte er durch reines Nachdenken nach einer übergeordneten Ursache, die den Naturgesetzen und der Beschaffenheit der einzelnen materiellen Phänomene zugrunde liegt. Diese Ursache fand er im metaphysischen Bereich der Ideen, und so entwickelte er die Ideenlehre. Mit ihr meint er festen Grund gewonnen und das höchstmögliche Maß an Sicherheit erreicht zu haben. Nichts ist ihm so gewiss wie die Wahrheit der Feststellung, dass den wahrnehmbaren Eigenschaften Ideen zugrunde liegen, die als metaphysische Gegebenheiten eigenständig real existieren und den einzelnen Objekten die betreffenden Eigenschaften verleihen. Beispielsweise sind alle schönen Dinge dadurch schön, dass „das Schöne“, die Idee der Schönheit, ihnen Schönheit zuteilwerden lässt. Dasselbe gilt für alle anderen Eigenschaften, sowohl die sichtbaren wie „groß“ als auch die nur gedanklich erkennbaren wie „gut“. Ihr Ursprung ist immer die betreffende Idee.
In der Welt der Erscheinungen sind Eigenschaften relativ. So ist Simmias im Vergleich mit Sokrates groß, mit Phaidon verglichen aber klein; er ist nicht schlechthin groß, sondern trägt Größe und Kleinheit zugleich in sich. Die Größe selbst aber, die Idee der Größe, kann sich nicht mit Kleinheit vermischen, sie kann nicht wie ein Einzelobjekt „klein und groß“ sein. Da sie ausschließlich vollkommene Größe ist, duldet sie nichts Kleines in sich. Auch in den einzelnen Dingen kann sich die Größe nicht mit ihrem Gegenteil vertragen. Wenn etwas wächst, verschwindet die Kleinheit oder geht zugrunde, und wenn etwas schrumpft, zieht sich die Größe zurück oder wird beseitigt. Für den Träger der Gegenteile, das einzelne Objekt, vollzieht sich ein Wandel so, dass aus einer seiner Eigenschaften die gegenteilige wird, aber die Gegenteile selbst nehmen niemals etwas in sich auf, was ihrer Natur entgegengesetzt ist. Aus Größe kann nichts Kleines hervorgehen und aus Kleinheit nichts Großes, sondern das eine verdrängt das andere. Dies gilt für alle konträren Gegensätze. Außerdem sind bestimmte Träger von Eigenschaften so fest mit diesen verbunden, dass sie sie niemals aufgeben und durch die gegenteiligen ersetzen können. Beispielsweise gibt es keinen warmen Schnee und kein kaltes Feuer. Ebenso kann die Zahl Drei niemals gerade werden. Wenn ein solcher Eigenschaftsträger anrückt und etwas gleichsam besetzt, muss dies so geschehen, dass das Besetzte seine Merkmale übernimmt und kein gegenteiliges Merkmal in sich aufnehmen kann, solange es besetzt ist. Wenn etwa eine Menge die Dreizahl annimmt, muss sie zwangsläufig auch die Eigenschaft „ungerade Anzahl von Elementen“ annehmen und die Geradheit ausschließen.
So verhält es sich auch mit der Seele. Sie ist das Prinzip des Lebens, der Faktor, der das Leben in den Körper bringt. Leben und Tod sind konträre Gegensätze. Daher kann die Seele den Tod ebenso wenig in sich aufnehmen, wie die Drei Geradheit in sich aufnehmen kann. Wenn die Kälte ein warmes Objekt angreift, muss die Wärme dort weichen, aber sie selbst erkaltet nicht. Ebenso muss die Seele, wenn der Tod einen belebten Körper angreift, aus ihm weichen, aber sie selbst nimmt nichts vom Tod in sich auf, sondern zieht sich nur zurück und kommt wohlbehalten davon. Belebtes kann sterben, so wie Warmes erkalten kann, aber das Prinzip des Lebens stirbt nicht.
Von dieser Argumentation lässt sich Kebes überzeugen. Simmias weiß ebenfalls nichts dagegen einzuwenden, bleibt aber vorsichtig. Er ist sich der Schwachheit des menschlichen Verstandes bewusst und lässt daher die Möglichkeit eines Irrtums offen. Sokrates billigt seine Haltung und ermuntert ihn zu weiterer Untersuchung der Frage.
Konsequenzen für die Lebensführung
Nachdem Sokrates seine Position plausibel gemacht hat, wendet er sich den praktischen Folgerungen zu, die sich aus der Unsterblichkeit ergeben. Wenn Entscheidungen des Menschen nicht nur für die Dauer seines Lebens Folgen haben, sondern für eine unermessliche Zukunft, die der Seele bevorsteht, dann erhalten seine Taten ein Gewicht, das ihnen keineswegs zukäme, wenn ihre Auswirkungen auf die kurze Dauer seines irdischen Daseins beschränkt wären. Die Folgen einer Vernachlässigung der unsterblichen Seele müssen furchtbar sein, wenn die Seele die Schlechtigkeit, die sie sich während ihres Aufenthalts im Körper angeeignet hat, in ihr nachtodliches Dasein mitnimmt. Daraus erhellt die ungeheure Bedeutung der philosophischen Sorge für das Wohl der Seele. Erst vor diesem Hintergrund wird voll verständlich, warum sich der Philosoph unablässig bemüht, so gut zu werden wie möglich.
Zur Veranschaulichung erzählt Sokrates abschließend einen Mythos. Diesem zufolge hat jede Seele einen Schutzgeist („Dämon“), der sie schon zu ihren Lebzeiten begleitet und sie nach dem Tod des Körpers ins Totenreich, den Hades, bringt. Dort erhält sie einen passenden Wohnsitz. Später wird sie von einem anderen Führer auf die Erde zurückgebracht.
In diesem Zusammenhang beschreibt Sokrates seine Vorstellung von der Beschaffenheit der Erde, wobei er hervorhebt, dass sie hypothetisch ist und von den gängigen Weltbildern erheblich abweicht. Nach seinem Modell schwebt die Erdkugel in der Mitte des Himmels. Sie muss von nichts gehalten werden, da sie sich in einem stabilen Gleichgewichtszustand befindet und ihre Umgebung gleichförmig ist; nichts zieht sie in die eine oder andere Richtung. Die Erde ist riesig, nur ein kleiner Teil von ihr ist den Bewohnern des Mittelmeerraums bekannt. Sie ist von der Lufthülle umgeben. Die Menschen verhalten sich zur Lufthülle so wie ein Lebewesen am Meeresgrund zum Meer, das über ihm ist. Sie glauben den Himmel zu erblicken, aber in Wirklichkeit ist ihr Blick durch die Lufthülle getrübt, so wie der eines Meeresbewohners durch das Wasser über ihm. Erst wenn es gelänge, bis zum äußeren Rand der Lufthülle emporzufliegen, könnte man die himmlische Wirklichkeit wahrnehmen. Die Lufthülle ist von einer weiteren Hülle, dem Äther, umgeben. Der Äther verhält sich zur Luft wie die Luft zum Wasser. Er ist die Heimat zahlreicher Lebewesen, die dort ein weitaus glücklicheres Leben führen als die Bewohner der Erdoberfläche. Ebenso ist auch der Bereich unterhalb der Erdoberfläche eine eigene bewohnte Welt, die von zahlreichen Gängen durchzogen und von gewaltigen Flüssen durchströmt ist. Hinzu kommen Feuer- und Schlammströme. Ausführlich beschreibt Sokrates das System der vier Hauptflüsse der Unterwelt. Die verschiedenen dortigen Regionen sind die Wohnstätten der Seelen von Missetätern, die je nach ihren Taten Schlimmes erleiden.
Abschließend betont Sokrates, dass es unvernünftig wäre, Einzelheiten eines solchen Mythos als Fakten zu betrachten. Wesentlich sei das Prinzip, dass das Schicksal der Seele nach dem Tod von ihrem Verhalten während des irdischen Lebens, von ihren guten und schlechten Taten abhänge. Daran solle man zuversichtlich festhalten, da es eine vernünftige Annahme sei. Mythische Schilderungen, die man sich vor Augen stelle, seien dabei hilfreich.
Der Tod des Sokrates

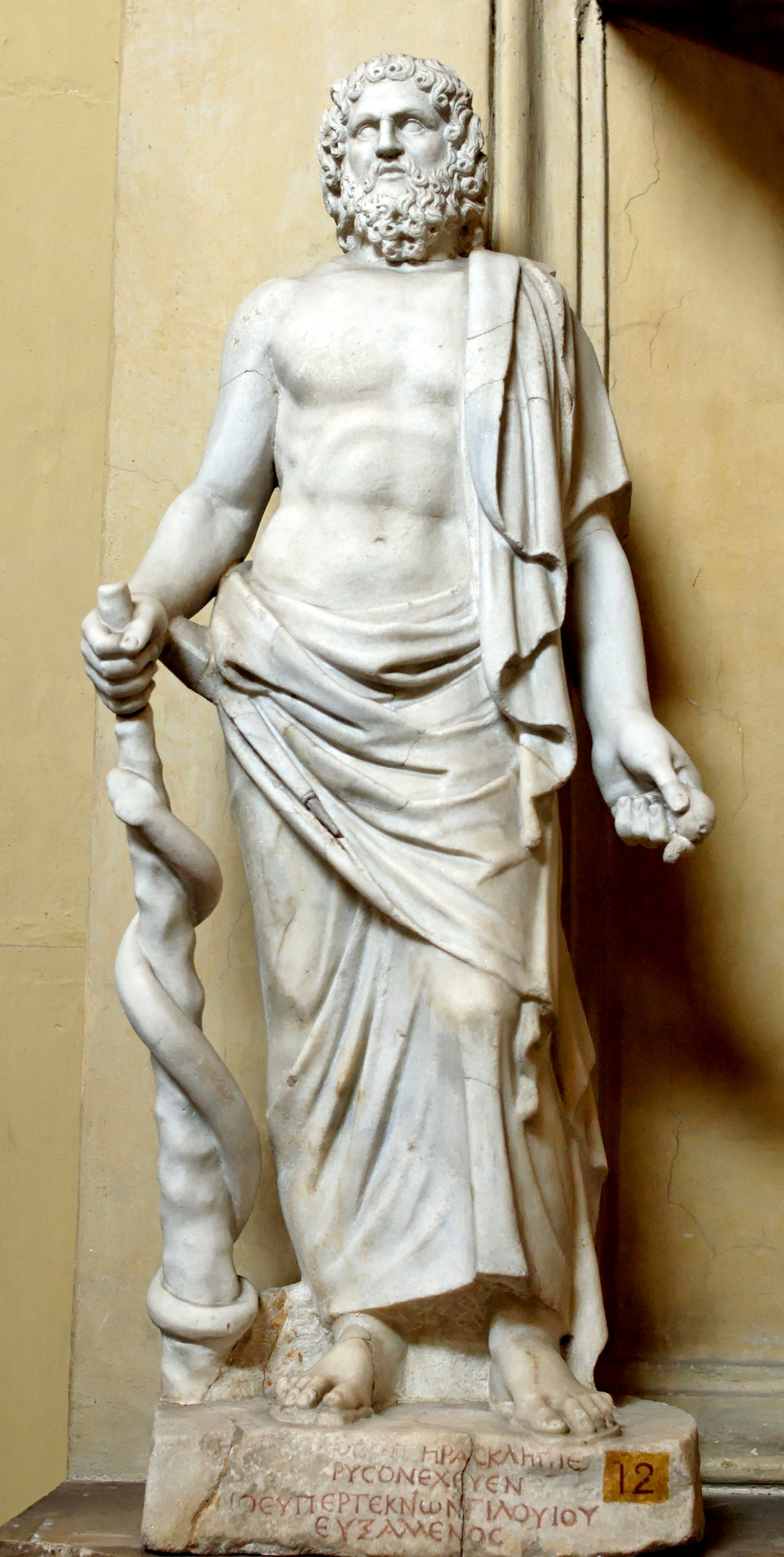
Statue des Gottes Asklepios (römische Kopie eines griechischen Originals des 5. Jahrhunderts v. Chr., Museo Chiaramonti, Vatikan)

Anschließend beginnt Sokrates mit den Vorbereitungen zur Hinrichtung. Diese wird in Athen auf traditionelle Weise vollzogen, indem der Verurteilte den „Schierlingsbecher“ leert, das heißt ein Getränk aus dem Saft des giftigen Schierlings einnimmt, das eine von den Beinen aufsteigende Lähmung mit Erkaltung und Erstarrung herbeiführt. Vorher badet Sokrates, um den Frauen keine unnötige Mühe mit dem Waschen des Leichnams zu bereiten. Sein Freund Kriton fragt ihn nach seinem Wunsch für das Begräbnis. Dies nimmt Sokrates zum Anlass, nochmals eindringlich darauf hinzuweisen, dass die Person nichts anderes als die Seele sei. Daher gebe es keinen Grund, sich über den Verbleib des Leichnams Gedanken zu machen. Während Sokrates seine letzten Handlungen in völliger Ruhe ausführt, können die Freunde ihre Tränen nicht zurückhalten. Die letzten Worte des Sterbenden sind an Kriton gerichtet. Er erinnert den Freund an eine von ihnen eingegangene Verpflichtung, dem Gott der Heilung, Asklepios, einen Hahn zu opfern. Das solle Kriton nicht vergessen, da sie dem Gott dieses Opfer schuldig seien.
Phaidon beendet seine Erzählung mit der Feststellung, Sokrates sei unter allen Menschen, die er je gekannt habe, der beste, vernünftigste und gerechteste gewesen.

## Der historische Verlauf der Hinrichtung
Platons ausführliche Schilderung der Hinrichtung des Sokrates ist literarisch gestaltet. Nach der traditionell in der Forschung dominierenden Auffassung ist sie stark geschönt. Dieser Deutung zufolge handelt es sich um eine idealisierte Darstellung eines würdigen, musterhaften philosophischen Todes, die der Heroisierung dient. Die Beschreibung der Wirkungen des Pflanzengifts Coniin ist zwar in den Grundzügen korrekt, doch werden abstoßende Aspekte verschwiegen. Der Sterbevorgang ist von Krämpfen und Atemnot begleitet, schließlich tritt der Tod durch Ersticken ein. Diese unästhetischen Begleiterscheinungen sind im Phaidon nur sehr vorsichtig angedeutet. So berichtet Phaidon, Sokrates habe sein Gesicht verhüllt. Wenn dies zutrifft, dann wollte der Philosoph damit den Freunden den Anblick der krampfartigen Verzerrung der Gesichtszüge ersparen. Die beiläufige Erwähnung eines Zuckens des Körpers ist wohl ein dezenter Hinweis auf die Krämpfe. Die Schilderung der langsam im Körper von unten aufsteigenden Lähmung, deren Begleiterscheinung Empfindungslosigkeit ist, ist ein wesentlicher Aspekt der geschönten Darstellung; sie soll das ruhige Entweichen der Seele aus dem Körper veranschaulichen.
Der verbreiteten Annahme, der Ablauf könne sich nicht auf die beschriebene Weise vollzogen haben, hat Enid Bloch in einer 2002 veröffentlichten eingehenden Untersuchung widersprochen. Sie hält Platons Schilderung für einen glaubwürdigen Bericht, der die Einzelheiten der Vergiftung korrekt wiedergebe.

## Interpretation und philosophischer Gehalt
Die philosophischen Kernaussagen des Phaidon sind die Unsterblichkeitshypothese und die darauf basierenden Annahmen über das Verhältnis von Leib und Seele, über den Tod und über den Sinn des Lebens. Mit der Unsterblichkeit der Seele begründet Sokrates seine Überzeugung, dass der Tod kein Übel ist, sondern als Befreiung der Seele vom Körper wünschenswert ist und das eigentliche Ziel des Lebens darstellt. In dieser Wertordnung kommt der Philosophie, die als Vorbereitung auf den Tod aufgefasst wird, eine Schlüsselrolle zu. Nur ein philosophisches Leben kann den Menschen aus dem Elend seines irdischen Daseins befreien. Damit erhält die Philosophie für Sokrates eine religiöse Funktion.
Die Seelen- und Jenseitsvorstellung
Die Seelen- und Jenseitsvorstellung von Platons Sokrates im Phaidon zeigt auffallende Nähe zum Gedankengut der Orphiker und der Pythagoreer. Platon hat sich mit diesen Strömungen, deren Grundideen und Hauptanliegen er teilte, auseinandergesetzt. Er bemühte sich nachdrücklich um eine stichhaltige argumentative Begründung der religiös-philosophischen Konzepte, die den Platonismus mit dem Pythagoreismus und der Orphik verbinden. Dazu zählen die Unsterblichkeit und die Seelenwanderung sowie vor allem der Gedanke einer Erlösungsbedürftigkeit der im Körper gefangenen Seele. In seiner Ideenlehre meinte Platon das Mittel gefunden zu haben, mit dem sich dieses Welt- und Menschenbild philosophisch auf eine solide Basis stellen ließ.
Ein Problem bildet die Darstellung von Platons Seelenlehre in den verschiedenen Dialogen. Im Phaidon charakterisiert Sokrates die Seele als einheitlich und unzusammengesetzt. Im Dialog Politeia ist die Seele dreigeteilt, wobei sich ihr irrationaler Bereich stark vom rationalen unterscheidet. Darin sehen manche Forscher einen Gegensatz, der einen Wandel in Platons Lehre erkennen lasse; das einfache Modell des Phaidon sei das ältere, das er später durch ein differenzierteres und realistischeres ersetzt habe. Andere halten die beiden Modelle bei richtiger Interpretation für vereinbar. Hierbei spielt auch die in der Forschung unterschiedlich beantwortete Frage eine Rolle, ob im Phaidon ausschließlich die Seele oder auch der Körper Subjekt motivationaler Zustände ist.
Die Einschätzung von Lust und Askese
Neben der Seelenlehre spielt die Ethik eine zentrale Rolle im Dialoggeschehen. Für Platon ist Philosophie keine bloß intellektuelle Betätigung, sondern eine Lebensform. Ihre Prinzipien durchdringen und prägen sämtliche Lebensbereiche des Philosophen. Das philosophische Leben ist auf den Tod als sein Ziel und seine Vollendung ausgerichtet. Durch die unablässige Reinigung der Seele bereitet sich der Philosoph auf das Sterben vor. Diese Ausrichtung der platonischen Philosophie wird im Phaidon besonders gründlich herausgearbeitet und anhand des Vorbilds Sokrates veranschaulicht.
Die Einschätzungen der ethischen Konsequenzen der im Phaidon dargelegten Anthropologie und Jenseitsvorstellung divergieren stark; teils sind sie einander diametral entgegengesetzt. Auffällige Merkmale des in dem Dialog propagierten Menschenbilds sind die schroffe Betonung des Gegensatzes von Leib und Seele, die nachdrückliche Distanzierung von den leiblichen Affekten und die positive Einstellung zum Tod. Daraus schließen manche Interpreten, aus den Ausführungen von Platons Sokrates lasse sich die Forderung nach einer strengen Askese ableiten. Ob oder inwieweit dies der tatsächlichen Absicht Platons entspricht, ist umstritten. Das Spektrum der Forschungsmeinungen reicht von der Auffassung, Platon nehme hier eine radikal lustfeindliche Haltung ein, bis zur Ansicht, der im Phaidon befürwortete Lebensentwurf stelle in Wirklichkeit eine besondere Form von Hedonismus dar. In der neueren Forschung dominieren gemäßigte, differenzierte Interpretationen. Nach dieser Deutungsrichtung zeigt sich Platon im Phaidon weder als Hedonist noch als prinzipieller Verächter der Lust. Vielmehr betrachtet er die Lust als bedingtes Gut, dessen Bewertung er davon abhängig macht, welche Rolle es im philosophischen Leben spielt und wie es sich auf dessen Ziel auswirkt.
Die Argumentation für die Unsterblichkeitshypothese
Ob oder inwieweit die Argumentation von Platons Sokrates für die Unsterblichkeitshypothese formal korrekt ist und tatsächlich ihren Zweck erfüllt, ist in der philosophischen Literatur umstritten und wird in zahlreichen Untersuchungen erörtert. Meist wird in eingehenden Analysen der einzelnen Argumente deren Schlüssigkeit bestritten. Die im Dialog selbst angesprochene Problematik der Beweisführung hat zu unterschiedlichen Interpretationen der Absichten des Autors Anlass gegeben. Eine davon lautet, die Argumente des Sokrates seien nicht beweiskräftig und er selbst gebe zu verstehen, dass er sich dieser Tatsache bewusst sei. Platon wolle zeigen, dass die Unsterblichkeit nicht bewiesen werden könne und es dennoch möglich sei, auf vorbildliche philosophische Weise in den Tod zu gehen. Der Leser sei aufgefordert, die Gedankengänge kritisch nachzuvollziehen und sich mit den Schwächen der Argumente auseinanderzusetzen. Dabei leiste der Autor mit entsprechenden Hinweisen Hilfestellung. Auf diesem Weg solle der Leser zur Einsicht geführt werden, dass es hinsichtlich der Unsterblichkeit nur begründete Annahmen und keine argumentativ gewonnene Sicherheit gebe. Daraus folge, dass der Mensch das Risiko tragen müsse, seine Lebensführung auf unbewiesene Überzeugungen zu gründen. Eine Reihe von Gelehrten – im deutschen Sprachraum insbesondere Theodor Ebert und Ernst Heitsch – haben sich für diese Sichtweise ausgesprochen und ihre Position ausführlich begründet. Einen erkenntnistheoretischen Pessimismus unterstellt auch Ludwig C. H. Chen dem platonischen Sokrates im Phaidon. Chen meint aber, Platon habe diese pessimistische Position in späteren Dialogen überwunden.
Eine Deutungsrichtung macht geltend, dass die Argumente für die Unsterblichkeit nicht separat zu betrachten, sondern als Einheit aufzufassen seien. Sie seien nicht aus dem Zusammenhang, in dem sie präsentiert werden, herauszulösen; das Spätere baue auf dem Früheren auf. In Wirklichkeit sei es ein einziger Gedankengang, der erst am Ende des letzten Arguments sein Ziel erreiche.
Das Kreislaufargument ist Gegenstand kontroverser Diskussionen, sowohl hinsichtlich seiner formalen Korrektheit als auch unter dem Gesichtspunkt des Zwecks, den es im Dialog erfüllen soll. Manche Philosophiehistoriker bestreiten, dass es als Unsterblichkeitsbeweis gedacht ist. Einer Hypothese zufolge soll es nur eine körperfreie Existenz der Seele beweisen, nicht aber eine in deren Natur liegende Unsterblichkeit. Auch das Argument der Wiedererinnerung wird unterschiedlich interpretiert. Dabei geht es neben der Frage seiner logischen Struktur und formalen Korrektheit um die Einschätzung der Rolle der Sinneserfahrung bei der auf die Ideen bezogenen Wiedererinnerung. Das Spektrum der Meinungen reicht von der Ansicht, die Sinneswahrnehmung eröffne unmittelbar einen Zugang zu den Ideen, bis zu der Annahme, die Sinneserfahrung sei bei der Wiedererinnerung völlig bedeutungslos. Nach der „Standardinterpretation“ spielt die Wahrnehmung von Sinnesobjekten zwar eine Rolle, kann aber für sich allein die volle Wiedererlangung der vorgeburtlichen Kenntnis der Ideen nicht ermöglichen. Das Argument der Verwandtschaft mit dem Unvergänglichen wird in der Forschung oft als das schwächste der Argumente des Sokrates betrachtet, doch ist diese Einschätzung nicht unwidersprochen geblieben. Umstritten ist auch die formale Korrektheit des letzten, auf der „zweiten Seefahrt“ ersonnenen Arguments, das auf der Bestimmung der Seele als Prinzip des Lebens basiert.
Die neue philosophische Untersuchungsmethode
Wie auch in anderen Werken legt Platon im Phaidon Gewicht auf die Abgrenzung der Vorgehensweise bei einer philosophischen Untersuchung von der Methodik des Streitgesprächs, der Eristik. Während der philosophische Diskurs ausschließlich der gemeinsamen Wahrheitssuche dient und ergebnisoffen ist, geht es im eristischen Dialog um den Sieg im Disput, die Widerlegung der Gegenposition mit allen Mitteln, wobei auch vorsätzlich Trugschlüsse eingesetzt werden. Der eristische Wettkampf erfreute sich zu Sokrates’ und Platons Zeit großer Beliebtheit. Platons Sokrates beurteilt ihn verächtlich als rechthaberisches Verhalten ganz ungebildeter Menschen. Allerdings ist ihm die Absicherung seiner Positionen gegen mögliche Einwände von Eristikern wichtig. Auf der „zweiten Seefahrt“ im Phaidon setzt er sich grundsätzlich mit der Frage auseinander, wie man als Philosoph bei der Untersuchung von Hypothesen vorzugehen hat.
Den Ausgangspunkt der Untersuchung bildet die Wahl einer Aussage, die provisorisch als Arbeitshypothese ausgewählt wird, da sie die „stärkste“ (plausibelste) Annahme zu sein scheint. Untersucht werden dann die Konsequenzen dieser Annahme. Sie müssen untereinander übereinstimmen (symphōneín), wenn die Hypothese wahr sein soll. Außerdem dürfen sie anderen Annahmen, die bereits geprüft und für plausibel befunden wurden, und deren Konsequenzen nicht widersprechen. Diese Widerspruchsfreiheit ist aber nur eine notwendige, nicht eine hinreichende Bedingung für die Richtigkeit einer Hypothese. Wenn die Frage gestellt wird, warum eine bestimmte Annahme als Arbeitshypothese ausgewählt wurde, muss zur Rechtfertigung dieser Entscheidung eine „höhere“ Hypothese gefunden werden, aus der sich die erste Hypothese ableiten lässt. Aus allen hierfür geeigneten Hypothesen muss man diejenige auswählen, welche die beste zu sein scheint, und dann deren Konsequenzen auf dieselbe Weise wie bei der ersten untersuchen. So muss nötigenfalls weiter verfahren werden, indem man so lange zu immer höheren Hypothesen aufsteigt, bis man auf etwas „Hinreichendes“ (hikanón) stößt. Als „höher“ gilt eine Hypothese nicht aufgrund ihrer größeren Allgemeinheit, sondern nur weil sie logisch der zu rechtfertigenden Hypothese vorausliegt. Das Ziel ist erreicht, sobald man zu einer Hypothese gelangt, welche sowohl die Forderung der Widerspruchsfreiheit (Konsistenz) erfüllt als auch keiner Rechtfertigung durch eine noch höhere Hypothese bedarf. Diese Ausführungen von Platons Sokrates zur Methodik haben in der Forschung intensive Diskussionen ausgelöst. Dabei geht es unter anderem um die Voraussetzungen, unter denen eine Hypothese als „hinreichend“ und somit nicht begründungsbedürftig betrachtet werden kann. Dies ist offenbar dann der Fall, wenn alle Diskussionsteilnehmer die Richtigkeit für so evident halten, dass keine Einwände erhoben werden und niemand eine Begründung durch eine noch höhere Hypothese verlangt. Das ist allerdings keine Wissensgarantie, da in einer anderen Diskussion die Evidenz der Richtigkeit bestritten werden könnte. Wesentlich ist, dass Platons Sokrates offenbar nur aussagenlogische Wahrheitskriterien in Betracht zieht.
Das Verständnis der Ursächlichkeit
Eine weitere lebhafte Forschungsdebatte dreht sich um das Verständnis des Begriffs aitía („Ursache“), den Platons Sokrates bei seiner Untersuchung der Ursache des Entstehens und Vergehens verwendet. In der „zweiten Seefahrt“ gelangt er zum Ergebnis, dass die Ursachen der vergänglichen Einzeldinge die Ideen oder – nach einer anderen Interpretation – die „Teilhabe“-Beziehungen zwischen Ideen und Einzeldingen seien. Diskutiert werden unter anderem die Fragen, ob Wirkursachen gemeint sind und welchen metaphysischen Status die Ursachen bei den im Phaidon thematisierten Ursache-Wirkungs-Beziehungen haben. Strittig ist auch, ob der aristotelische Begriff „Wirkursache“ hier überhaupt angemessen ist. Nach einer Deutungsrichtung müssen Ursachen im Sinne von Platons Begriffsverwendung immer Dinge sein und eine primär ontologische Funktion haben. Dann sind die Ideen selbst die Ursachen der einzelnen Sinnesobjekte. So hat schon Aristoteles die Ausführungen im Phaidon verstanden. Die gegenteilige Interpretationsweise basiert auf einem anderen Verständnis von aitia. Ihr zufolge ist aitia gleichbedeutend mit „Erklärung“ oder „Grund“ im Sinne von „als Erklärung geeigneter Sachverhalt“. Das bedeutet, dass Umstände, Ereignisse oder Relationen Ursachen sein können. Dann haben die platonischen Ursachen eine primär epistemologische Funktion. In diesem Fall sind nicht die Ideen die Ursachen der Sinnesobjekte, sondern das Teilhabe-Verhältnis der Sinnesobjekte zu den Ideen.
Ferner wird erörtert, nach welchen Kriterien eine Ursache von Platon als solche anerkannt wird. Sicher ist, dass er folgende Annahmen für evident hält: Wenn x die Ursache dafür ist, dass etwas die Beschaffenheit „F-heit“ hat, deren Gegenteil „Nicht-F-heit“ ist, so muss gelten, dass (1) x nicht die Beschaffenheit „Nicht-F-heit“ aufweisen kann, (2) das Gegenteil von x nicht die Ursache dafür sein kann, dass etwas die Beschaffenheit „F-heit“ hat, (3) x niemals die Ursache dafür sein kann, dass etwas die Beschaffenheit „Nicht-F-heit“ hat.
Den Ausgangspunkt der Gedankengänge von Platons Sokrates auf seiner „ersten Seefahrt“ bildet seine Überzeugung, dass es eine Weltvernunft gibt, den Nous, der alles so ordnet und strukturiert, wie es am besten ist. Das hat zur Folge, dass alles auf die bestmögliche Weise eingerichtet ist. Wenn man von diesem Prinzip ausgeht, kann man Naturgegebenheiten darauf zurückführen, dass sie besser sind als die theoretisch vorstellbaren Alternativen und daher notwendigerweise so sein müssen wie sie sind. Somit wird die Natur teleologisch erklärt. Um die Fragen zu klären, ob die Erde stabil in der Mitte des Kosmos ruht und ob sie eine Kugel oder eine Scheibe ist, muss man überlegen, welche der in Betracht kommenden Möglichkeiten besser ist; diese ist dann zwangsläufig diejenige, die der Nous tatsächlich verwirklicht. Sokrates ist zwar von der Richtigkeit dieses Ansatzes überzeugt, muss aber einräumen, dass er über ein auf konkrete naturkundliche Fragen anwendbares teleologisches Erklärungsmodell nicht verfügt; er hat ein solches weder bei anderen gefunden noch selbst entwickeln können. Daran ist die erste Seefahrt gescheitert. Daher wählt Sokrates im Phaidon einen neuen Ansatz, die zweite Seefahrt. Später hat aber Platon im Dialog Timaios das Vorhaben einer detaillierten teleologischen Welterklärung durch den Nous in Angriff genommen.
Der Begriff der Gleichheit
Diskutiert wird ferner der Begriff der Gleichheit, der im Phaidon in Zusammenhang mit der Ideenlehre und dem Verhältnis zwischen Ideen und Sinnesobjekten eine wichtige Rolle spielt. Dabei geht es insbesondere um die Frage, wie Platon die mathematische Gleichheit in sein Modell einordnet. Ob er neben den Ideen und den Sinnesobjekten eine dritte, zwischen ihnen stehende Klasse von Entitäten angenommen hat, der die mathematischen Objekte angehören, ist umstritten.
Der Umgang mit dem Irrationalen
Psychologisch interessant ist eine Bemerkung des Kebes, der lachend feststellt, in ihm und in Simmias gebe es wohl ein Kind, das sich vor dem Tod fürchte wie vor einem Gespenst und dem man zureden müsse, damit es seine Angst aufgebe. Nicht er selbst, Kebes, sei ängstlich, sondern nur das Kind in ihm. Sokrates rät, dem Kind täglich eine Zauberformel vorzusagen, bis es von seiner Furcht geheilt sei. Hier spricht Platon die Notwendigkeit an, nicht nur den Verstand mit Argumenten zu überzeugen, sondern auch irrationale Faktoren angemessen zu berücksichtigen, wenn man Seelenfrieden erlangen will. Im Phaidon wird wiederholt das Problem thematisiert, dass logisch akzeptable Beweise manchmal nicht ausreichen, um Misstrauen zu überwinden und hartnäckige Zweifel zu beseitigen. Für solche Schwierigkeiten wird eine als Kind im Erwachsenen beschriebene Instanz verantwortlich gemacht, ein irrationaler Aspekt des Seelenlebens. Daher ist eine Affekttherapie erforderlich.
Der biographische Hintergrund
Ein weiteres gewichtiges Thema der Forschung ist die Frage nach der Einschätzung der autobiographischen Ausführungen von Platons Sokrates. Seiner Darstellung zufolge beschäftigte er sich in seiner Jugend intensiv mit den damals verbreiteten naturphilosophischen Lehren, wobei er aber keine befriedigenden Antworten auf seine Fragen fand. Dann ließ er sich zeitweilig vom Ansatz des Anaxagoras beeindrucken, der Naturforschung mit einer Vernunfttheorie verband. Enttäuscht wandte er sich aber davon ab, als er feststellen musste, dass die naturkundlichen Untersuchungen des Anaxagoras nicht zu einem umfassenden, auf zwingenden Begründungen fußenden System der Weltordnung führten. Nachdem er alle bisherigen Ansätze für philosophisch unzulänglich befunden hatte, entwickelte er die Ideenlehre als Alternative zur Naturphilosophie. Letzteres ist sicher unhistorisch, denn die Ideenlehre ist eine Neuerung Platons, die nicht zum Gedankengut des historischen Sokrates gehörte. In der Forschung wird die im Phaidon geschilderte Entwicklung, die von der Suche nach Erklärungen für Naturgegebenheiten zu einer metaphysischen Weltdeutung führt, unterschiedlich interpretiert. Strittig ist, ob es einen realen biographischen Hintergrund gibt – etwa in Platons eigener Denkentwicklung – oder ob es sich um eine reine literarische Fiktion handelt, die nur eine Forderung des Autors veranschaulichen soll.
Der religiöse Aspekt
Christina Schefer weist auf die besondere Nähe des im Phaidon dargebotenen Gedankenguts zum Apollon-Kult hin. Nach ihrer Deutung hat Platon den Verlauf der Wahrheitssuche des Sokrates nach dem Vorbild der religiösen Mysterieneinweihung dargestellt, da er den philosophischen Erkenntnisweg als Initiation auffasste. Auch Sokrates’ Tod wird nach Schefers Verständnis dramatisch als Mysterieninitiation beschrieben. Er stelle eine vollkommene Reinigung (kátharsis) im Sinne des Reinigungsritus der Mysterien dar. Der Mysterien-Hintergrund sei anhand zahlreicher Einzelheiten von Platons Schilderung erkennbar. Die philosophische Denkbewegung ende nicht mit der „zweiten Seefahrt“, sondern eröffne den Zugang zu einer neuen, nichtphilosophischen Antwort auf die Frage nach der aitia. Dies sei eine „dritte Seefahrt“. Sie führe zu einer religiösen, ihrer Natur nach unsagbaren Erfahrung des Gottes Apollon.
Die letzten Worte des Sokrates
Zahlreich sind die Versuche, die letzten Worte des Sokrates zu interpretieren, seine mysteriös wirkende Ermahnung an Kriton, den Hahn nicht zu vergessen, den sie dem Asklepios schuldeten. Sicher wollte Platon damit wie auch mit anderen Details die Frömmigkeit des Sokrates hervorheben, der wegen angeblicher Unfrömmigkeit zum Tode verurteilt worden war. Gewöhnlich wird angenommen, dass es um einen Genesungswunsch und dessen Erfüllung ging, denn Asklepios war der Gott der Heilkunst, an den sich Kranke wenden konnten. Die Krankheit wird von den Interpreten teils wörtlich, teils in übertragenem Sinn aufgefasst. Manche Forscher meinen, es handle sich um die authentischen letzten Worte des historischen Sokrates, andere unterstellen eine literarische Fiktion Platons.
Die Deutung in übertragenem Sinn ist in verschiedenen Varianten vorgeschlagen worden. Verbreitet ist die schon in der Spätantike bezeugte allegorische Interpretation, Sokrates habe seinen Tod als Heilung der Seele – nämlich ihre Befreiung aus dem Gefängnis des Körpers – betrachtet und dafür Asklepios danken wollen. Nach anderen allegorischen Deutungsvorschlägen geht es um die Heilung von der Krankheit Unvernunft durch die Philosophie als Heilmittel oder speziell um die Befreiung von der Krankheit „Misologie“, einem generellen Zweifel am Erfolg des philosophischen Erkenntnisstrebens, oder um die Überwindung der als Krankheit aufgefassten Todesfurcht. Gegen diese Hypothesen spricht allerdings der Umstand, dass Asklepios für die Heilung körperlicher Krankheiten, nicht für die Behebung von seelischen Übeln zuständig war.
Nach der anderen Deutungsrichtung, deren Vertreter eine physische Erkrankung annehmen, handelte es sich um eine vergangene Genesung, die jemand aus dem Umkreis des Sokrates betraf. Einer weiteren Hypothese zufolge dachte Sokrates an Platon, der wegen einer Erkrankung nicht unter den Freunden im Gefängnis war.
Als Alternative zu den beiden Richtungen, die einen Genesungswunsch unterstellen, ist eine dritte Interpretation vorgeschlagen worden. Ihr Ausgangspunkt ist die Doppelbedeutung des Worts pharmakón – „Heilmittel“ und „Gift“ – und die Zuständigkeit des Asklepios für beide Arten von Wirkstoffen. Nach diesem Verständnis war die Opferung des Hahns nicht als Dank für eine Heilung gemeint, sondern es sollte Asklepios für das Gift gedankt werden, mit dem er Sokrates den Weg in eine körperfreie Existenz nach dem Tod eröffnet hatte. Diese Deutung kommt im Unterschied zur allegorischen ohne die problematische Annahme aus, dass Platons Sokrates das Leben selbst als eine Krankheit betrachtete.

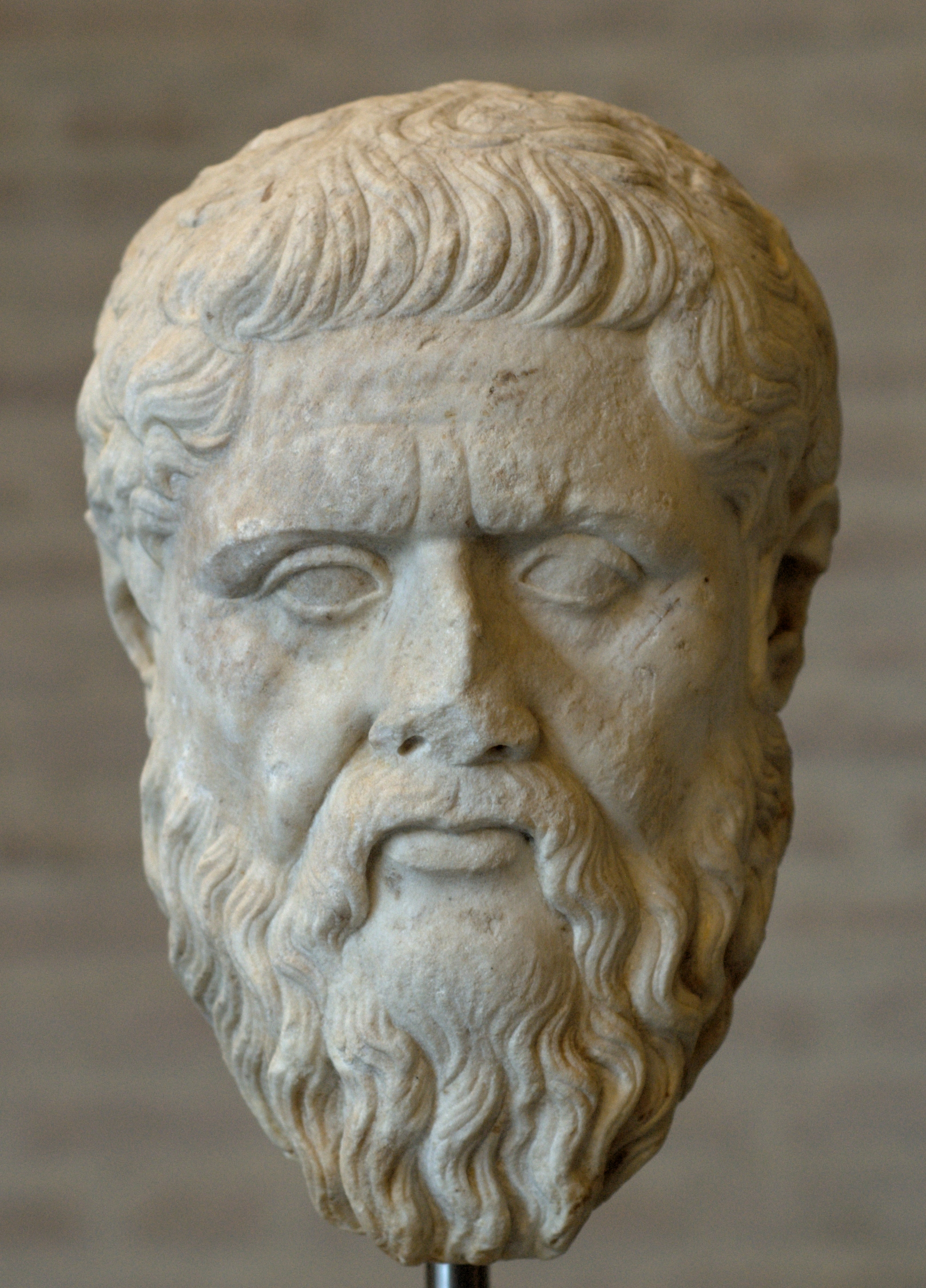
Büste Platons (römische Kopie des griechischen Platonporträts des Silanion, Glyptothek München)

## Abfassungszeit
Aus stilistischen Gründen ist anzunehmen, dass der Phaidon in Platons mittlere Schaffensperiode einzuordnen ist. Er ist offenbar nach dem Dialog Menon entstanden, da Kebes im Phaidon auf das im Menon beschriebene Experiment zur Anamnesis Bezug nimmt. Die Datierungsansätze schwanken zwischen 389 und 375 v. Chr.; meist wird die Abfassung in die mittleren oder späten 380er Jahre gesetzt.

## Textüberlieferung
Die direkte antike Textüberlieferung besteht aus mehreren Bruchstücken von Papyrus-Handschriften aus dem Zeitraum vom 3. Jahrhundert v. Chr. bis zum 2./3. Jahrhundert n. Chr. Besonders bekannt und gründlich erforscht ist ein für die Textkritik relevanter Papyrus, dessen Reste der Ägyptologe Flinders Petrie im Jahr 1889 in der Nekropole von Gurob entdeckte. Die älteste erhaltene mittelalterliche Phaidon-Handschrift wurde im Jahr 895 im Byzantinischen Reich für Arethas von Caesarea angefertigt.

## Rezeption
Der Phaidon gilt als einer der bedeutendsten Dialoge Platons und zählt zu seinen am intensivsten rezipierten Werken. Zu der starken Wirkung, die er in der europäischen Geistesgeschichte bis in die Moderne entfaltet hat, haben sowohl inhaltliche als auch formale Aspekte beigetragen, sowohl der philosophische Gehalt als auch die literarische Gestaltung. Zu den Faktoren, die seine anhaltende Beliebtheit bewirkt haben, gehören das literarische Motiv des verfolgten Unschuldigen, der einem krassen Justizirrtum zum Opfer fällt und seinen Anklägern und Richtern moralisch weit überlegen ist, die eindringliche Schilderung der vorbildlichen Haltung eines wahren Philosophen und die damit verbundene Werbung für die Philosophie, die Einheit von Denken und Handeln im Leben und Sterben des Sokrates, die Analyse des Verhältnisses von Leib und Seele, das Wecken von Hoffnung auf ein Fortleben nach dem Tode sowie die Verheißung reicher Belohnung rechten Verhaltens in einem künftigen idealen Dasein. Hinzu kommt die Dramatik der Situation, die durch die unmittelbar bevorstehende Hinrichtung erzeugt wird.

### Antike
In der Antike wurde der Phaidon eifrig studiert und kommentiert und oft zitiert. Er scheint schon von seiner Veröffentlichung an als klassisches Werk gegolten zu haben. Neben dem authentischen Titel Phaidon war auch der Alternativtitel Über die Seele gebräuchlich. Auf besonderes Interesse stieß die Argumentation für die Unsterblichkeit der Seele. Dabei wurde das letzte der von Platons Sokrates vorgebrachten Argumente, das von der Bestimmung der Seele als Lebensprinzip ausgeht, von vielen Autoren als das stärkste angesehen. Starken Widerhall fand der Gedanke des Sokrates, dass die Philosophie als Vorbereitung auf den Tod aufzufassen sei.
Vom 4. bis zum 1. Jahrhundert v. Chr.
Platons Schüler Aristoteles zitierte den Phaidon viermal namentlich. An drei der vier Stellen nahm er kritisch auf die Behauptung von Platons Sokrates Bezug, dass die sinnlich wahrnehmbaren Dinge nicht nur dank den Ideen so seien, wie sie in Erscheinung treten, sondern die Ideen auch die Ursache für das Werden und Vergehen des Vergänglichen sein müssten. Aristoteles verwarf Platons Ideenlehre und missbilligte die einschlägige Argumentation des Sokrates im Phaidon. Ihm missfiel die dortige Kritik an der älteren Naturphilosophie; er meinte, Sokrates habe zwar andere getadelt, selbst aber nichts Besseres vorzubringen gewusst. Platons mythische Beschreibung der Flüsse und Seen der Unterwelt hielt er für ernst gemeint. In seiner Schrift Meteorologie gab er sie stark verkürzt wieder, um sie dann zu kritisieren. Er brachte mehrere Argumente vor, mit denen er beweisen wollte, dass die Darstellung im Phaidon keinesfalls den Tatsachen entsprechen könne. In anderen Schriften nahm Aristoteles – teils zustimmend – zu einzelnen in dem Dialog vorgebrachten Thesen Stellung, ohne ihn ausdrücklich zu erwähnen. Unter anderem wandte er sich gegen die Theorie, die Seele sei eine Harmonie.
Der unbekannte Urheber einer antiken Anekdote behauptet, Aristoteles sei, als Platon den Phaidon vorgelesen habe, als einziger Zuhörer bis zum Schluss geblieben; alle anderen seien gegangen. Das ist vermutlich keine historische Tatsache, doch ist ein historischer Kern nicht auszuschließen. Nach einer verbreiteten Forschungsmeinung handelt es sich um eine Erfindung antiplatonischer Kreise, welche die Werke des Philosophen als langweilig und schwer verständlich kritisierten oder am Inhalt Anstoß nahmen. Sie wollten den Eindruck erwecken, Platons Stil oder der Inhalt des Dialogs sei sogar seinen eigenen Schülern unerträglich gewesen.
Wie der spätantike Philosoph Johannes Philoponos behauptet, hat Epikur, der Begründer des Epikureismus, versucht, ein Argument von Platons Sokrates gegen die Deutung der Seele als Harmonie zu widerlegen. Ob diese Nachricht aus einer vertrauenswürdigen Quelle stammt, ist unbekannt.
Im 3. Jahrhundert v. Chr. verfasste der Dichter Kallimachos von Kyrene ein Epigramm über den Phaidon, das erhebliche Bekanntheit erlangte und später u. a. von Cicero zitiert wurde. Darin teilte er mit, ein Mann namens Kleombrotos, der sich von einer hohen Mauer in den Tod gestürzt habe, sei nicht von einem persönlichen Unglück zu dieser Tat veranlasst worden, sondern habe nur unter dem Eindruck der Lektüre des Phaidon seinem Leben ein Ende gesetzt. Offenbar wollte Kallimachos die in dem Dialog dargestellte philosophische Bejahung des Todes aufs Korn nehmen, da sie für schlichte Gemüter gefährlich sei. Dabei beachtete er nicht, dass Platons Sokrates im Dialog die freiwillige Selbsttötung entschieden ablehnt. Noch in der Spätantike war die angebliche Begebenheit bekannt und galt als historisch. Die Kirchenväter Augustinus und Laktanz nahmen dazu Stellung. Laktanz griff Platon heftig an, pagane Philosophen verteidigten ihn und machten geltend, Kleombrotos habe den Dialog missverstanden und sei für seinen Irrtum selbst verantwortlich.
Stücke einer Papyrus-Handschrift des 3. Jahrhunderts v. Chr. enthalten Fragmente eines Textes, in dem Argumente für die Unsterblichkeit aus dem Phaidon zusammengefasst sind. Möglicherweise handelt es sich um einen Kommentar zu dem Dialog. In diesem Fall sind die Fragmente ein Beleg für eine sehr früh einsetzende Kommentierung. In der neueren Forschung wird dies aber bezweifelt. Der Philosophiehistoriker David Sedley vermutet, dass es sich nicht um einen Kommentar handelt, sondern um ein eigenständiges Werk eines Peripatetikers, der die platonische Auffassung darlegt, um sie dann zu kritisieren. Nach Sedleys Hypothese kommt als Verfasser Straton von Lampsakos in Betracht, der im 3. Jahrhundert v. Chr. als zweiter Nachfolger des Aristoteles dessen Philosophenschule in Athen leitete. Von Straton ist bekannt, dass er die platonische Ontologie und Seelenlehre bekämpfte und sich dabei besonders mit den Argumenten im Phaidon auseinandersetzte. Er verwarf die Hypothese einer vom Körper unabhängigen Seele. Noch in der Spätantike war Stratons Argumentation bekannt und stellte für die platonische Phaidon-Auslegung eine Herausforderung dar.
Im 2. Jahrhundert v. Chr. soll der Stoiker Panaitios von Rhodos die Autorschaft Platons bezweifelt haben. Dies behauptet der unbekannte Verfasser eines kaiserzeitlichen Epigramms. Ein solches Fehlurteil ist aber dem philologisch kompetenten Panaitios kaum zuzutrauen. Vermutlich handelt es sich um eine durch flüchtiges Lesen entstandene Verwechslung mit einem Zweifel des Panaitios an der Echtheit von Dialogen, die Phaidon zugeschrieben wurden. Ein weiterer Stoiker des 2. Jahrhunderts v. Chr., Boethos von Sidon, kritisierte die Unsterblichkeitsbeweise des Phaidon in einer Schrift Über die Seele, die nicht erhalten geblieben ist. Dieser Stoiker ist nicht mit einem gleichnamigen, ebenfalls aus Sidon stammenden Peripatetiker zu verwechseln, der zur Zeit des Kaisers Augustus lebte.
In der Tetralogienordnung der Werke Platons, die anscheinend im 1. Jahrhundert v. Chr. eingeführt wurde, gehört der Phaidon zur ersten Tetralogie.
Cicero zog den Phaidon sehr häufig heran. In seinem Dialog Tusculanae disputationes sprach er das von Platon thematisierte Problem an, dass Argumente ein vorhandenes Misstrauen nicht beseitigen können, auch wenn ihre Logik als zwingend erscheint. So ergeht es auch einem Dialogteilnehmer Ciceros, der den Phaidon öfters zu lesen pflegt und sich dabei von der dortigen Argumentation überzeugen lässt, nachher aber wieder an der Unsterblichkeit zu zweifeln beginnt.
Der Politiker und Feldherr Marcus Porcius Cato der Jüngere las den Phaidon in der Nacht vor dem Tag, an dem er sich in aussichtsloser Lage 46 v. Chr. das Leben nahm, indem er sich in sein Schwert stürzte.
Der Gelehrte Marcus Terentius Varro behandelte die Seelenwanderungslehre des Phaidon im ersten Buch seines Werks Antiquitates rerum divinarum, das nicht erhalten geblieben ist.
Vom 1. bis zum 3. Jahrhundert n. Chr.
In der frühen römischen Kaiserzeit gehörte Platons Dialog auch außerhalb der platonischen Schultradition zum Bildungsgut. Eine Elegie des Dichters Ovid, die er nach seiner Verbannung aus Rom verfasste, enthält eine Anspielung auf den Phaidon. Auch bei dem jüdischen Denker Philon von Alexandria sind Anspielungen auf den Dialog zu finden. Der Stoiker Seneca erwähnte den Phaidon in seinen Schriften zwar nur vereinzelt, war aber stark von Platons Beschreibung der Haltung des Sokrates vor der Hinrichtung beeindruckt. Er nahm sie sich zum Vorbild, als er sich im Jahr 65 auf Befehl von Kaiser Nero das Leben nahm. Als der Rhetor Dion Chrysostomos auf Anweisung von Kaiser Domitian im Exil leben musste, stärkte er sich durch die Lektüre des Phaidon. Der Stoiker Epiktet, der Sokrates zu seinen Vorbildern zählte, nahm mehrmals auf den Phaidon Bezug.
Aus einer beiläufigen Bemerkung des Schriftstellers Lukian von Samosata, der im 2. Jahrhundert lebte, ist ersichtlich, dass der Tod des Sokrates ein beliebtes Sujet für Maler war.
Der Gelehrte Athenaios überliefert anekdotisches Material aus einer antiplatonischen Quelle. Nach seiner Darstellung hat Phaidon nach der Lektüre des nach ihm benannten Dialogs versichert, er habe in Wirklichkeit nichts von alledem gesagt oder gehört.
Der Philosophiegeschichtsschreiber Diogenes Laertios zählte den Phaidon zu den „ethischen“ Schriften. Das Kreislaufargument für die Unsterblichkeit führte er als Beispiel für das dialektische Schlussverfahren an, bei dem zunächst das Allgemeine durch das Besondere bewiesen werde und dann der so gewonnene allgemeine Satz die Grundlage der weiteren Argumentation bilde.
Bei den kaiserzeitlichen Platonikern fand der Phaidon in der Epoche des Mittelplatonismus viel Beachtung. Er zählte zu den zentralen Schriften, die bei den Mittelplatonikern den Hauptstoff der philosophischen Ausbildung bildeten. Der Schriftsteller Plutarch, der im 1. und 2. Jahrhundert lebte und sich zur platonischen Tradition bekannte, zog ihn gern heran und zitierte einzelne Stellen. Er nahm auf Äußerungen von Platons Sokrates Bezug oder spielte auf sie an. Im 2. Jahrhundert kommentierte vermutlich der Mittelplatoniker Attikos den Dialog. Sicher ist, dass Attikos’ Schüler Harpokration von Argos in seinem großen Platonkommentar auch den Phaidon interpretiert hat. Ein weiterer Mittelplatoniker des 2. Jahrhunderts, Albinos, scheint ebenfalls einen Kommentar geschrieben zu haben. Der Mittelplatoniker Alkinoos, der vermutlich im 2. Jahrhundert lebte, verfasste ein Lehrbuch der Grundsätze Platons (Didaskalikós). Dort ging er ausführlich auf die Argumentation für die Unsterblichkeit im Phaidon ein, wobei er Platons Beweisführung etwas abwandelte. Zwei Schriftsteller, deren Namen nicht überliefert sind, kündigten die Abfassung eines Phaidon-Kommentars an: der Verfasser der zu Unrecht Plutarch zugeschriebenen Consolatio ad Apollonium und der Autor eines anonymen Kommentars zu Platons Dialog Theaitetos. Ob sie ihre Absicht verwirklicht haben, ist unbekannt. Der Schriftsteller, Redner und Philosoph Apuleius, der sich als Platoniker bezeichnete, übersetzte den Phaidon ins Lateinische. Seine Übersetzung, die noch in der Spätantike geschätzt wurde, ist nicht erhalten geblieben.
Im 3. Jahrhundert behandelte der in Athen lehrende einflussreiche Philosoph und Philologe Longinos († 272), einer der letzten Mittelplatoniker, den Phaidon in seinem Unterricht. Ob er dies nur mündlich oder auch in Form eines schriftlich fixierten Kommentars tat, ist unklar. Anscheinend kommentierte auch der Mittelplatoniker Demokritos, ein Zeitgenosse des Longinos, den Phaidon.
Plotin († 270), der Begründer des Neuplatonismus, nahm oft auf den Dialog Bezug. Sein Schüler Porphyrios schrieb einen Phaidon-Kommentar. Außerdem verfasste Porphyrios eine Abhandlung Gegen Boethos über die Seele, in der er die Einwände des Boethos von Sidon gegen Platons Unsterblichkeitshypothese zu widerlegen versuchte.
Spätantike
In der Spätantike war der Neuplatonismus die vorherrschende philosophische Strömung. Wie schon bei den Mittelplatonikern gehörte der Phaidon auch in den neuplatonischen Philosophenschulen zum Kernbestand des Unterrichtsstoffs. Iamblichos von Chalkis († um 320/325), dessen Lehrtätigkeit für den späteren Neuplatonismus wegweisend wurde, schrieb einen Phaidon-Kommentar, von dem nur Fragmente erhalten sind. In seiner Klassifizierung der Dialoge Platons stufte er den Phaidon als „reinigend“ ein. Auch der einflussreiche Neuplatoniker Proklos († 485), der die Philosophenschule von Athen als Scholarch leitete, kommentierte den Dialog. Außerdem verfasste Proklos eine Schrift über Platons Unsterblichkeitsbeweise. Dort berücksichtigte er von den Argumenten im Phaidon nur das auf der „zweiten Seefahrt“ gewonnene, das vom Wesen der Seele als Lebensprinzip ausgeht. Wie zwei der letzten spätantiken Neuplatoniker, Damaskios († nach 538) und Olympiodoros der Jüngere († nach 565), den Phaidon interpretierten, ist aus ihren Kommentaren ersichtlich, die in Form von Nachschriften oder Notizensammlungen von Hörern teilweise überliefert sind, wobei vom Kommentar des Olympiodoros allerdings nur rund ein Viertel des Textes erhalten geblieben ist. Beide Kommentatoren vertraten eine asketische Interpretation des Lustverständnisses von Platons Sokrates. Damaskios setzte sich kritisch mit dem Kommentar des Proklos auseinander. Seine eigenständige Untersuchung der Unsterblichkeitsproblematik, in der er sich von gängigen Konzepten der neuplatonischen Tradition distanzierte, gilt als bedeutende philosophische Leistung. Spezialabhandlungen über einzelne Passagen des Phaidon verfassten Proklos’ Lehrer Syrianos († um 437) und der in Alexandria lehrende Ammonios Hermeiou († vermutlich nach 517). Ein weiterer später Neuplatoniker, Priskianos Lydos, behandelte die Unsterblichkeitsfrage in seinen Lösungen der Probleme, die der Perserkönig Chosrau aufgeworfen hat (Solutiones eorum, de quibus dubitavit Chosroes Persarum rex), wobei er auch auf den Phaidon Bezug nahm.
Zu den Themen, mit denen sich die neuplatonischen Kommentatoren auseinandersetzten, gehörte die Frage, ob einzelne Seelen endgültig aus dem Kreislauf der Seelenwanderung ausscheiden, was bei unendlicher Dauer der Zeit zum Ende allen physischen Lebens führen müsste, oder ob der Kreislauf für alle endlos ist. Die letztere Auffassung wurde von der Mehrheit der Neuplatoniker vertreten, in der Philosophenschule von Athen war sie die herrschende Lehrmeinung. Damit bekannten sich diese Neuplatoniker zu einem konsequent zyklischen Weltbild. Sie meinten, dass ein Vorgang wie der Eintritt einer Seele in einen Körper nur dann vorkommen könne, wenn er naturgemäß sei, also der Natur dieser Seele entspreche. Dies bedeute, dass der Vorgang notwendigerweise immer wieder wiederholt werden müsse, da die Natur der Seele unveränderlich sei. Somit könne keine Seele, die jemals in einem menschlichen Körper gewesen sei, für immer in einem jenseitigen Bereich verbleiben, sondern jede müsse früher oder später wieder ein irdisches Dasein auf sich nehmen.
Auch in christlichen Kreisen wurde das Gedankengut des Phaidon in der Spätantike rezipiert. Im 4. Jahrhundert schuf der Kirchenvater Gregor von Nyssa mit seinem Dialog De anima et resurrectione (Über die Seele und die Auferstehung) ein christliches Gegenstück zu Platons Schrift. Er entnahm dem Phaidon nicht nur eine Reihe von Motiven und Ansätzen, sondern ahmte ihn auch hinsichtlich des szenischen Geschehens nach: Die Rolle des Sokrates spielt Gregors älteste Schwester Makrina, die an ihrem Todestag vor einem Publikum mit ihrem Bruder über Seele, Tod und Auferstehung spricht. Der Kirchenvater Augustinus († 430) wandte sich in seinem Werk De civitate dei gegen das Argument von Platons Sokrates, dass wenn Lebende zu Toten werden, zwangsläufig auch aus Toten Lebende hervorgehen müssen. Diese zur Begründung der Seelenwanderung dienende Überlegung war für Christen nicht akzeptabel. Bei seinen Ausführungen zur Unsterblichkeitsfrage griff Augustinus immer wieder auf Gedankengänge aus dem Phaidon zurück. Der christliche Philosoph Johannes Philoponos († um 575) schrieb einen Phaidon-Kommentar, der heute verloren ist.

### Mittelalter
Christlicher Kulturkreis
Bei den lateinischsprachigen Gelehrten des Westens war der Phaidon bekannt, seit ihn der in Sizilien lebende Gelehrte Henricus Aristippus um die Mitte des 12. Jahrhunderts ins Lateinische übersetzt hatte. Der Text ist in einigen spätmittelalterlichen Handschriften überliefert. Die Übersetzung ist wörtlich und daher stilistisch sehr mangelhaft. Im Spätmittelalter wurde der lateinische Phaidon von mehreren Gelehrten zitiert; einzelne Passagen wurden in Sammlungen von exempla (belehrenden Beispielen) und Sprüchen aufgenommen.
Im 11. Jahrhundert erstellte Gregorios Magistros eine armenische Übersetzung des Dialogs.
Die antike Erzählung von Kleombrotos, der sich angeblich nach der Lektüre des Phaidon das Leben nahm, war im 14. Jahrhundert in gebildeten Kreisen allgemein bekannt. 1404/1405 übersetzte der Humanist Leonardo Bruni Platons Dialog ins Lateinische. Die Anregung dazu gab ihm Coluccio Salutati, der mit der mittellateinischen Übersetzung des Henricus Aristippus unzufrieden war, da sie sprachlich den humanistischen Anforderungen nicht genügte. Brunis Übersetzung entsprach zwar stilistisch den Bedürfnissen seiner Zeit, gab den philosophischen Gehalt aber nur unzulänglich wieder. Einzelne anstößige Passagen ließ Bruni stillschweigend weg. Er widmete sein Werk Papst Innozenz VII. Damit wollte er am päpstlichen Hof für die humanistische Bildung werben, deren Vereinbarkeit mit dem christlichen Glauben umstritten war.
Islamischer Kulturkreis
In der arabischsprachigen Welt war der Phaidon im Mittelalter wohl nach dem Timaios der bekannteste Dialog Platons. Er wurde als Kitāb Fād(h)un (Buch Phaidon) in Listen von Platons Werken angeführt. Sein Inhalt war in verschiedenen Fassungen verbreitet. Allerdings liegen keine Informationen über die Art der Überlieferung vor; in den Quellen wird nirgends auf eine arabische Übersetzung oder Kommentierung Bezug genommen. 985/986 verfasste der stark vom Neuplatonismus beeinflusste persische Philosoph al-ʻĀmirī die Schrift Al-amad ʻalā l-abad über das Fortleben nach dem Tod, wobei er sich anscheinend in erster Linie auf eine paraphrasierende arabische Version des Phaidon stützte. Daneben gab es eine andere, dem griechischen Originaltext viel nähere arabische Fassung, deren unbekannter Urheber allerdings anscheinend stark straffte und auf die Dialogform verzichtete. Aus dieser Fassung zitierte der Gelehrte al-Bīrūnī (973–1048) ausführlich in seiner Monographie über Indien Fī taḥqīq mā li’l-hind, wo er Platons Überlegungen bei der Erörterung der Seelenwanderungslehre heranzog. Eine weitere, heute ebenfalls verlorene arabische Version enthielt den abschließenden Mythos und die Todesszene in wörtlicher Übersetzung; die philosophischen Erörterungen gab sie paraphrasierend oder zusammenfassend und vielleicht nur auszugsweise wieder. Sie wurde im 9. Jahrhundert von dem Arzt Isḥāq ibn ʻAlī ar-Ruhāwī in seiner Schrift Adab aṭ-ṭabīb über ärztliche Ethik verwendet. Außerdem bildete sie die Grundlage einer persischen Teilübersetzung des Phaidon, die anscheinend im Jahr 1374 angefertigt wurde. Der persische Phaidon ist in einer wohl vom Übersetzer selbst geschriebenen Handschrift erhalten geblieben, aber noch nicht ediert. Er enthält etwa ein Drittel von Platons Dialog, den der Übersetzer für ein Werk Phaidons hielt.
Platons Darstellung von Sokrates’ Tod im letzten Teil des Phaidon kursierte im arabischsprachigen Raum auch in einer separaten Überlieferung. Von diesem Überlieferungszweig sind zwei arabische Bearbeitungen des Stoffs erhalten: eine ausführlichere, die den Dialogcharakter des Phaidon beibehält und in der Schrift Taʾriḫ al-ḥukamāʾ des Wissenschaftshistorikers ibn al-Qifṭī (1172–1248) überliefert ist, und eine kürzere, jüngere und stärker umgestaltete Version, die in den Lebensbeschreibungen des Sokrates von al-Mubaššir (11. Jahrhundert) und Ibn abī Uṣaibiʿa (13. Jahrhundert) zu finden ist.
Zu den Autoren, die Material aus dem Phaidon verwerteten, zählten die im 10. Jahrhundert tätigen Iḫwān aṣ-ṣafāʾ („Brüder der Reinheit“). In ihrem enzyklopädischen Hauptwerk, den Briefen der Brüder der Reinheit, nannten sie bei der Wiedergabe von Sokrates’ letzten Worten Platons Werk namentlich als Quelle.
Eine freie Umgestaltung des Phaidon-Stoffs bietet das Buch über den Apfel (arabisch Risālat at-tuffāḥa, lateinisch Liber de pomo). Dieses philosophische Werk unbekannten Ursprungs enthält angebliche Darlegungen des Aristoteles im Kreis seiner Schüler kurz vor seinem Tod. Die Dialoggestalt Aristoteles nimmt im Gegensatz zu ihrem historischen Vorbild eine individuelle Unsterblichkeit der Seele an. Diese hält „Aristoteles“ für evident, er versucht sie nicht wie Platons Sokrates zu beweisen. Er betont die Bedeutung der Erforschung der eigenen Seele, verwirft den Hedonismus und die Selbsttötung und geht von einem scharfen Gegensatz zwischen Geist und Materie aus. Möglicherweise ist der Risālat at-tuffāḥa die arabische Fassung einer griechischen Adaptation des Phaidon, in der Aristoteles die Rolle des platonischen Sokrates spielte. Das arabische Buch über den Apfel kursierte schon im 10. Jahrhundert und war in mehreren Fassungen verbreitet. Eine von ihnen wurde ins Persische übersetzt. Eine andere wurde im 13. Jahrhundert erst aus dem Arabischen ins Hebräische und dann aus dem Hebräischen ins Lateinische übertragen. Die lateinische Version fand, wie die handschriftliche Überlieferung zeigt, in Europa im Spätmittelalter eine sehr starke Verbreitung.

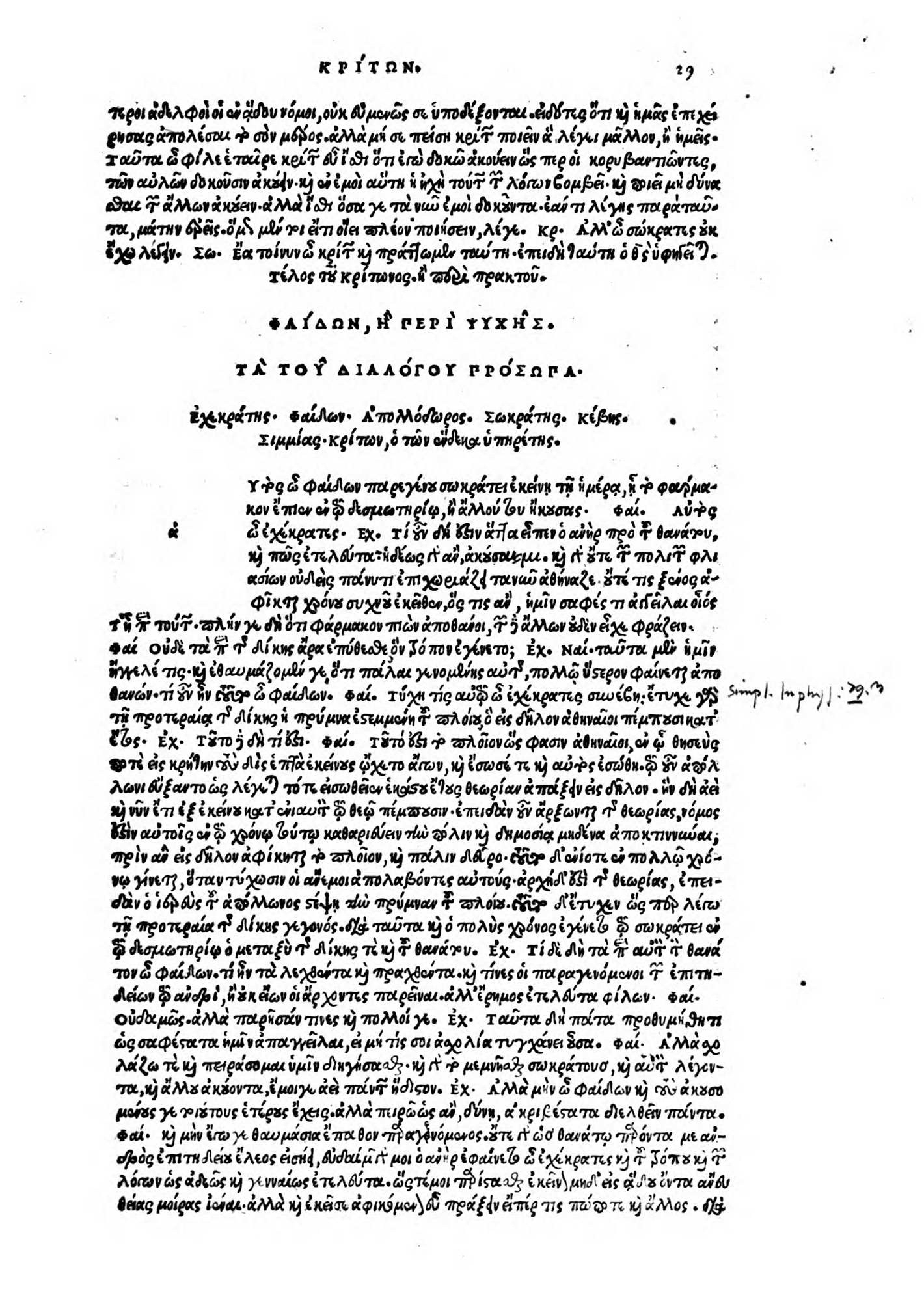
Der Anfang des Phaidon in der Erstausgabe, Venedig 1513

Der Phaidon-Kommentar des Proklos wurde ins Syrische übersetzt, wie der Gelehrte ibn an-Nadīm im 10. Jahrhundert in seinem Kitāb al-Fihrist berichtete. Ein Teil davon lag auch in einer arabischen Übersetzung des christlichen Philosophen ibn Zurʻa (943–1008) vor. Diese Übersetzungen sind ebenso wie der griechische Originaltext heute verloren. Ausführungen des Proklos zum letzten Unsterblichkeitsargument im Phaidon wurden verschiedentlich in arabischsprachiger Literatur rezipiert.

### Frühe Neuzeit
Der Humanist Marsilio Ficino fertigte eine neue lateinische Übersetzung des Dialogs an, die erste, die gedruckt wurde. Er veröffentlichte sie 1484 in Florenz in der Gesamtausgabe seiner Platon-Übersetzungen. Ficinos Phaedo brachte eine deutliche Verbesserung gegenüber Brunis Text, da seine Kenntnis von Platons Philosophie wesentlich besser war.
Die Erstausgabe des griechischen Textes erschien im September 1513 in Venedig bei Aldo Manuzio als Teil der ersten Gesamtausgabe der Werke Platons. Der Herausgeber war Markos Musuros.
Gottfried Wilhelm Leibniz (1646–1716) entnahm dem Dialog wesentliche Anregungen. Insbesondere der in Platons Anamnesis-Konzept enthaltene Gedanke einer apriorischen Erkenntnis fand seine Zustimmung, ebenso wie die von Platons Sokrates erhobene Forderung nach einer teleologischen Welterklärung.

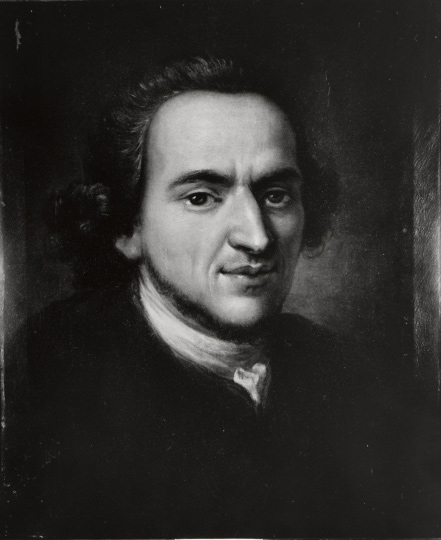
Moses Mendelssohn. Ölgemälde von Christian Bernhard Rode (1768), ehemals im Gleimhaus Halberstadt, verschollen

1767 veröffentlichte Moses Mendelssohn seine Schrift Phädon oder Über die Unsterblichkeit der Seele, eine Adaptation von Platons Dialog, in der er mehr als ein Drittel der antiken Schrift Satz für Satz ins Deutsche übersetzte und das Übrige teils frei wiedergab, teils umgestaltete oder wegließ sowie eigene Ergänzungen einfügte. In der Vorrede bezeichnete er das Buch als ein Mittelding zwischen einer Übersetzung des Phaidon und einer eigenen Ausarbeitung. Er habe die Unsterblichkeitsbeweise „nach dem Geschmacke unserer Zeiten einzurichten gesucht“. Diese inhaltliche Überarbeitung hielt er für erforderlich, da er meinte, Platons Werk enthalte zwar „eine Menge ungemeiner Schönheiten“, doch seien die dort vorgebrachten Argumente für die Immaterialität der Seele „so seichte und grillenhaft, dass sie kaum eine ernsthafte Widerlegung verdienen“. Mendelssohn bemühte sich mit großem Erfolg um die Popularisierung der Metaphysik und ihre Verteidigung gegen materialistische Einwände. Seine Schrift fand zahlreiche Leser und brachte ihm in Kreisen seiner Bewunderer den Namen eines zweiten Sokrates ein. Sie kam einem damals verbreiteten Bedürfnis nach einer „natürlichen“, vernunftgemäßen und undogmatischen Religion entgegen, als deren Verkünder Sokrates betrachtet wurde.
Immanuel Kant (1724–1804) setzte sich mit Mendelssohns Buch auseinander. Er schätzte es, obwohl er die Beweisführung für die Unsterblichkeit verwarf, und entnahm ihm wichtige Anregungen für die Bestimmung der Grundlage seiner Ethik. Kants Überzeugung, dass ethische Urteile ihre Quelle nicht in empirischen Prinzipien, sondern allein in der reinen Vernunft haben müssen, hatte ihren Ausgangspunkt im Phaidon.

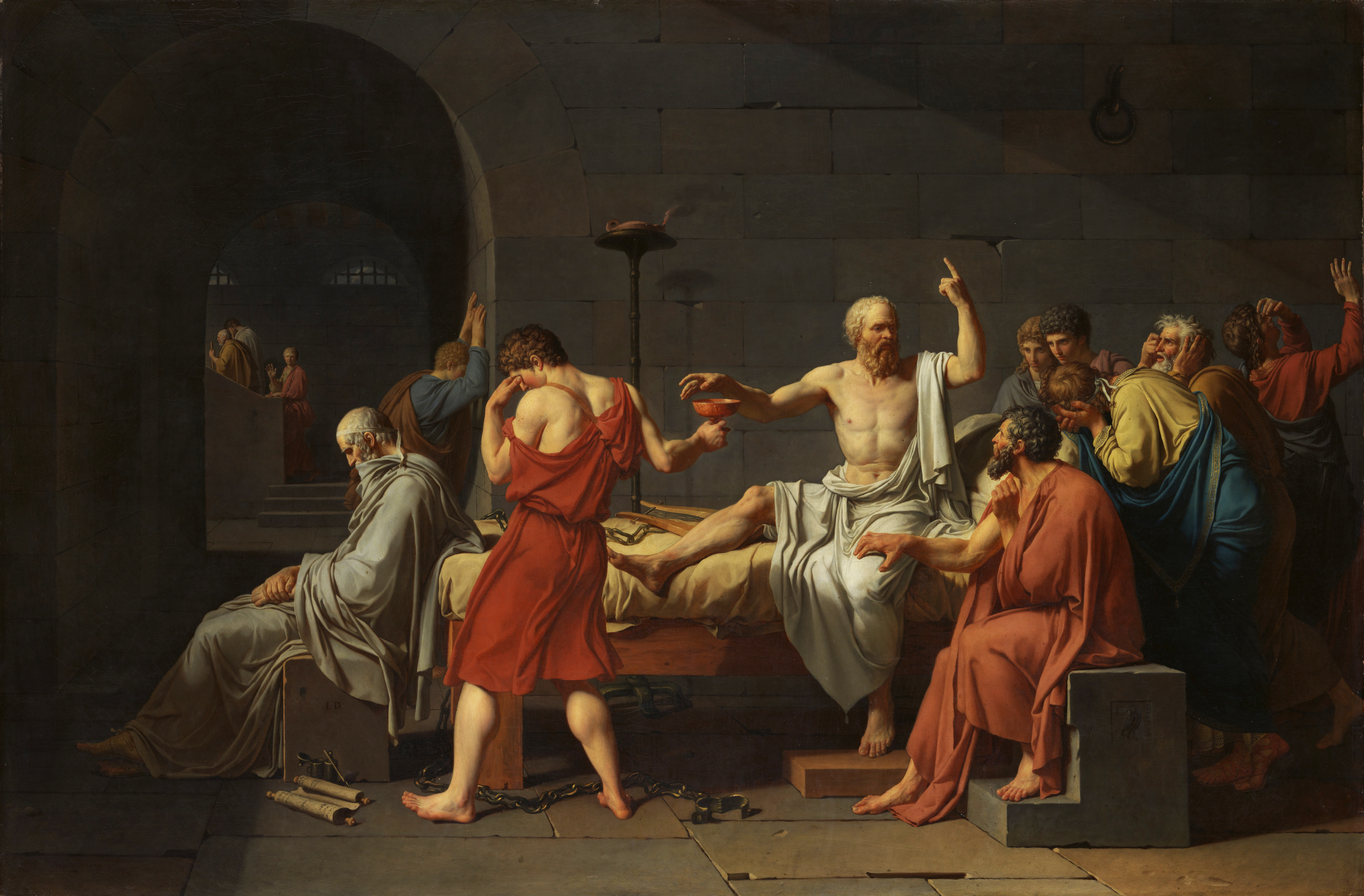
Der Tod des Sokrates, Ölgemälde von Jacques-Louis David (1787), Metropolitan Museum of Art, New York

1787 schuf der neoklassizistische französische Maler Jacques-Louis David das Ölgemälde Der Tod des Sokrates, das beim Publikum begeisterte Aufnahme fand. Entgegen der Darstellung im Phaidon ist auf Davids Bild Platon unter den bei der Hinrichtung Anwesenden zu sehen. Jean-François Pierre Peyron, der mit David konkurrierte, malte dieselbe Szene; seine Leistung fand weit weniger Anklang als die seines Rivalen.

### Moderne
Philosophische Aspekte
Georg Wilhelm Friedrich Hegel sah im Phaidon „Populärphilosophie“. Er stellte fest, der Dialog biete, „obgleich nichts Ausgezeichnetes enthaltend“, ein erhebendes Bild. Man treffe hier „am wenigsten geschieden die Weise des Vorstellens und des Begriffes“; dabei sinke aber das Vorstellen nicht zu der „Roheit“ herab, „welche die Seele als ein Ding sich vorstellt und in der Weise eines Dings nach seiner Dauer oder seinem Bestehen fragt“. Bei der Anamnesis müsse nicht an die „schlechte Vorstellung“ angeborener Ideen gedacht werden, die beinhalte, dass die Gedanken teils von vornherein fixiert seien und ein natürliches Dasein hätten, das „nicht erst durch die Bewegung des Geistes sich hervorbrächte“. Zu Unrecht verlange Platons Sokrates in seiner Kritik an Anaxagoras für die Natur Ursachen, „die nicht an ihr zu sein scheinen, sondern die außer ihr in das Bewusstsein überhaupt fallen“; zweckmäßiges Handeln sei zunächst ein Tun des Bewusstseins, nicht der Natur.
Friedrich Nietzsche deutete 1889 die im Phaidon überlieferten letzten Worte des Sokrates im Sinne einer Gleichsetzung von Leben und Krankheit. Er sah darin einen Ausdruck von Schwermut, „Müdigkeit am Leben“ und Widerstand gegen das Leben. Dies nahm er zum Ausgangspunkt einer fundamentalen Kritik an Platon, Sokrates und generell den „Weisesten aller Zeiten“, die alle so geurteilt hätten. Aus dieser Bewertung des Lebens sei ersichtlich, dass die angeblich großen Weisen „Niedergangs-Typen“ und in Wirklichkeit unweise seien. Anderenfalls hätten sie erkannt, dass solche Urteile Dummheiten seien. Der Wert des Lebens könne prinzipiell nicht abgeschätzt werden, da der Mensch seine diesbezügliche Befangenheit nicht überwinden könne.
Der Neukantianer Paul Natorp behandelte in seiner 1903 erschienenen Untersuchung der Ideenlehre auch den Phaidon. Er glaubte, Platons eigentliches Anliegen in diesem Dialog sei nicht der Nachweis einer persönlichen Unsterblichkeit, sondern die gedankliche Erhebung zum Ewigen als ein Ewigsein in jedem Augenblick. Im Denken der Ideen habe der Philosoph Anteil am Ewigen. Die platonische Idee, wie sie im Phaidon dargestellt wird, habe nichts anderes zum wesentlichen Inhalt als das logische Verfahren. Dieses Verfahren sei die Dialektik, worunter hier Logik als „Denkkunde“ zu verstehen sei. Sie entscheide darüber, ob man Wahrheit erreicht oder nicht, denn allein in den Denksetzungen, den durch zulängliche Deduktion gesicherten Aussagen der Wissenschaft, sei für Platon die Wahrheit der Gegenstände zu ersehen. Die Sicherheit basiere ausschließlich auf dem logischen Verfahren.
Nicolai Hartmann befasste sich 1909 mit dem Unsterblichkeitskonzept des Phaidon. Er meinte, die Unsterblichkeitsbeweise seien alle fehlerhaft, wenn sie auf das Individuelle in der Seele gerichtet seien. Wenn die Unsterblichkeit in die individuelle Einzelseele verlegt werde, bedeute dies die Aufhebung der Immanenz der Idee. Wenn sich die Argumente jedoch nur auf das Allgemeine, das Prinzip der Seele als des reinen Bewusstseins bezögen, dann seien sie in sich richtig und zugleich aus dem Ganzen des Systems heraus gerechtfertigt. Das Individuelle könne im Rahmen der Ideenlehre nicht unsterblich sein, da es stets das Erzeugte, nicht das Erzeugende sei und ihm daher der Ewigkeitscharakter als Seinswert des Erzeugenden nicht zukommen könne. Anders verhalte es sich jedoch mit der Subjektivität. Sie habe, wie sich aus den Argumenten im Phaidon ergebe, einen Ewigkeitswert, ein Ideensein. Somit enthalte sie das, wovon sie ihre Orientierung hernehmen könne. In diesem Sinne sei sie „unsterblich“, wenn sie als Idee der Subjektivität, als das Prinzipielle in ihr aufgefasst werde. Das sei eine notwendige Konsequenz aus Platons Denkweise, auch wenn er sich dies nicht klargemacht habe.
Romano Guardini veröffentlichte 1943 seine Schrift Der Tod des Sokrates. Er betonte den religiösen Charakter der im Phaidon dargestellten Unsterblichkeitsgewissheit. Der Dialog stelle die Botschaft von Platons Apollonreligion dar; er gehöre zu „jener kleinen Zahl von Büchern, durch welche die Menschen immer wieder zur Prüfung gerufen werden, ob sie ihres Namens würdig sind“.
Hans-Georg Gadamer untersuchte 1973 die Argumentation für die Unsterblichkeit. Er urteilte, der Phaidon stelle in vieler Hinsicht eine der großartigsten und bedeutendsten Schriften der griechischen Philosophie dar. Die Beweise für die Unsterblichkeit hätten aber „allesamt etwas tief Unbefriedigendes (…), sosehr auch die menschliche Erscheinung des Sokrates überzeugt“. Die poetische Überzeugungskraft des Dialogs sei stärker als die logische Beweiskraft seiner Argumente. Platon habe das Unzureichende der Beweise mit vollem Bewusstsein gesehen und den mit ihnen verbundenen Anspruch am Ende auf das Hypothetische begrenzt. Der tiefere Sinn der Beweisführung sei nicht der Nachweis der Unsterblichkeit, sondern dass „Seele in ihrem eigentlichen Sein, das heißt (…) in ihrem wachen Selbstverständnis und Seinsverständnis herauskommt“.
Michel Foucault befasste sich 1984 in einer Vorlesung am Collège de France eingehend mit dem Phaidon. Er sah einen zentralen Aspekt des Dialogs in dem auch in Sokrates’ letzten Worten enthaltenen Gedanken, man solle nicht vergessen, nicht vernachlässigen. Das sei ein Hauptanliegen von Platons Sokrates. Dabei gehe es primär um die Sorge um sich selbst, die nicht zu vernachlässigen sei. Diese Sorge zeige sich in der Vermeidung von Schädigungen der Seele, die durch falsche Meinungen entstünden. Falsche Meinungen seien Krankheiten der Seele. Heilung sei möglich, wenn man sich um sich selbst kümmere und die Fürsorge für sich selbst walten lasse, die einen die eigene Seele erkennen lasse und wie diese mit der Wahrheit verbunden sei. Diese Mahnung sei das Vermächtnis des Sokrates.
Der italienische Philosoph Giovanni Reale, ein profilierter Vertreter der „Tübinger und Mailänder Schule“ der Platon-Interpretation, sieht in dem Abschnitt des Phaidon über die beiden „Seefahrten“ des Sokrates „die ‚Magna Charta‘ der westlichen Metaphysik“. Dort werde die erste rationale Begründung für die Existenz einer transzendenten Wirklichkeit geboten und erstmals in der Geschichte des westlichen Denkens die Unterscheidung zwischen der metaphysischen und der physischen Ebene auf so eindeutige Weise dargestellt.
Literarische Aspekte
Die literarische Qualität des Phaidon wird hoch veranschlagt. Er gilt als einer der schönsten Dialoge Platons. Schon der einflussreiche Platon-Übersetzer Friedrich Schleiermacher stellte 1809 fest, es sei wohl allgemein anerkannt, „daß es wenig schöneres gibt von Darstellungen dieser Art als hier der sterbende Sokrates“. Ulrich von Wilamowitz-Moellendorff lobte 1919 den einfachen und klaren Aufbau, die Behandlung des philosophischen Hauptthemas, die „in wundervoller Steigerung“ zum Mythos führe, und den Kontrast zwischen dem schlichten Bericht über das Sterben und den leuchtenden Hoffnungsbildern; „mit überlegtester Kunst“ werde die philosophische Belehrung immer wieder auf die Aufgabe des Tages, das Sterben, zurückgeführt. Allerdings sei trotz aller Kunst die Verschmelzung der verschiedenen Stoffe, die der Dialog vereinige, nicht ganz gelungen. Kurt Hildebrandt befand 1933, der Phaidon sei „in Jahrtausenden wohl das berühmteste und gelesenste Werk Platons“, es wehe darin ein dichterischer Hauch wie nur in den bedeutendsten Prosawerken der Weltliteratur. Franz Dirlmeier bezeichnete 1949 den Phaidon als schlichtes, völlig unpathetisches Drama, das „parthenonische Klarheit“ zeige. Es sei ein „absolutes Kunstwerk“, die Beherrschung der Sprache sei vollendet, die Form unwiederholbar.
Giovanni Reale urteilte 1996, der Phaidon besitze eine für seine Gattung fast vollkommene Anlage, Gliederung und Entwicklung in allen Einzelheiten. Dorothea Frede nannte den Phaidon 1999 „Platons literarisches Meisterwerk“. Ernst Heitsch befand 2004, die Verbindung einer dunklen Grundstimmung mit dem leichten Ton der Heiterkeit sei Platon in einer Weise gelungen, die ihresgleichen suche und dem Dialog seinen Platz unter den großen Werken der Weltliteratur sichere. Der Autor habe auf raffinierte Weise unterschiedliche Verstehenskompetenzen berücksichtigt und den Text so gestaltet, dass er zu verschiedenartigen Lesern sprechen könne.
Belletristik
1823 verfasste der französische Lyriker Alphonse de Lamartine das Gedicht La mort de Socrate (Der Tod des Sokrates), das 831 Verse umfasst. Lamartine, der schon als Kind vom Phaidon beeindruckt war, behandelte das Thema aus der Perspektive seines christlichen Glaubens; er sah in der philosophischen Weltanschauung des Sokrates einen Vorläufer der christlichen Offenbarung. Den Ausgangspunkt seiner Gestaltung des Stoffs bildete die kommentierte französische Phaidon-Übersetzung von Victor Cousin. Auch Lamartines Gedicht L’Immortalité (Die Unsterblichkeit) ist vom Gedankengut des platonischen Dialogs geprägt.
Marguerite Yourcenar veröffentlichte 1936 unter dem Titel Feux (Feuer) neun Erzählungen. In einem dieser Texte, die sie als lyrische Prosa bezeichnet, lässt sie Phaidon als Sprecher auftreten; er wendet sich an Kebes und zieht in Erwartung seines Todes eine düstere Lebensbilanz, wobei er auch auf den Tod des Sokrates eingeht. Werte wie Tugend, Liebe und Weisheit bedeuten ihm nichts mehr. Desillusioniert konstatiert Phaidon abschließend, Weisheit sei Illusion und sogar das Laster habe „gelogen“.

## Ausgaben und Übersetzungen
Ausgaben (teilweise mit Übersetzung)
- Christopher G. Strachan (Hrsg.): Phaedo. In: Elizabeth A. Duke u. a. (Hrsg.): Platonis opera, Bd. 1, Oxford University Press, Oxford 1995, ISBN 0-19-814569-1, S. 85–186 (maßgebliche kritische Edition).
- Franz Dirlmeier (Hrsg.): Platon: Phaidon. 2. Auflage, Heimeran, München 1959 (mit Übersetzung; S. 246–249 kritischer Apparat).
- Gunther Eigler (Hrsg.): Platon: Werke in acht Bänden, Band 3, 5. Auflage, Wissenschaftliche Buchgesellschaft, Darmstadt 2005, ISBN 3-534-19095-5, S. 1–207 (Abdruck der kritischen Ausgabe von Léon Robin, 10. Auflage, Paris 1967, mit der deutschen Übersetzung von Friedrich Schleiermacher, 2., verbesserte Auflage, Berlin 1826).
- Léon Robin, Paul Vicaire (Hrsg.): Platon: Œuvres complètes, Bd. 4, Teil 1: Phédon. Les Belles Lettres, Paris 1983, ISBN 2-251-00371-1 (kritische Edition und französische Übersetzung von Vicaire, Einleitung von Robin).
- Christopher J. Rowe (Hrsg.): Plato: Phaedo. Cambridge University Press, Cambridge 1993, ISBN 0-521-31318-X (kritische Edition mit knappem textkritischem Apparat sowie Kommentar).
- Barbara Zehnpfennig (Hrsg.): Platon: Phaidon. Meiner, Hamburg 1991, ISBN 3-7873-0960-8 (Edition von John Burnet [1900] ohne den textkritischen Apparat, Einführung und Übersetzung von Zehnpfennig).

Übersetzungen
- Otto Apelt: Platon: Phaidon oder Über die Unsterblichkeit der Seele. In: Otto Apelt (Hrsg.): Platon: Sämtliche Dialoge, Bd. 2, Meiner, Hamburg 2004, ISBN 3-7873-1156-4 (mit Einleitung und Erläuterungen; Nachdruck der 3. Auflage, Leipzig 1923).
- Winfried Czapiewski: Platon über den Tod des Sokrates. Vier Schriften Platons zu Person und Tod des Sokrates: Euthyphron, Apologie, Kriton, Phaidon. Laufen, Oberhausen 2018, ISBN 978-3-87468-378-4.
- Theodor Ebert: Platon: Phaidon. Übersetzung und Kommentar (= Platon: Werke. Übersetzung und Kommentar, hrsg. von Ernst Heitsch und Carl Werner Müller, Bd. I 4). Vandenhoeck & Ruprecht, Göttingen 2004, ISBN 3-525-30403-X.
- Arthur Hübscher: Platon: Phaidon oder Über die Unsterblichkeit der Seele. 3. Auflage, Piper, München/Zürich 1988, ISBN 3-492-10805-9.
- Rudolf Rufener: Platon: Meisterdialoge (= Jubiläumsausgabe sämtlicher Werke, Bd. 3). Artemis, Zürich/München 1974, ISBN 3-7608-3640-2, S. 3–103 (mit Einleitung von Olof Gigon S. VII–XXXV).
- Friedrich Schleiermacher: Phaidon. In: Erich Loewenthal (Hrsg.): Platon: Sämtliche Werke in drei Bänden, Bd. 1, unveränderter Nachdruck der 8., durchgesehenen Auflage, Wissenschaftliche Buchgesellschaft, Darmstadt 2004, ISBN 3-534-17918-8, S. 729–811.